# Mort et funérailles d'Élisabeth II
La mort d'Élisabeth II, reine du Royaume-Uni et des autres royaumes du Commonwealth, survient le 8 septembre 2022 à l'âge de 96 ans, après 70 ans de règne, au château de Balmoral, en Écosse. Après une série de processions, de cérémonies et de veillées, la dépouille royale est emmenée en Angleterre, où d'autres veillées, d'autres processions et les funérailles d'État ont lieu à Londres, avant l'inhumation à Windsor.
Sa mort suscite une vague d'émotion et d'hommages à travers le Royaume-Uni et le monde entier. Les funérailles d'État ont lieu le 19 septembre 2022 à l'abbaye de Westminster. Enfin, la reine est inhumée à la chapelle Saint-Georges du château de Windsor.
La reine meurt de vieillesse dans l'après-midi du 8 septembre au château de Balmoral, en présence de son aîné et successeur Charles III et de sa fille Anne. De sa maison de vacances dans l'Aberdeenshire, le cercueil de la reine est transporté par corbillard le 11 septembre jusqu'au palais de Holyrood, la résidence royale officielle d'Édimbourg. Le lendemain, le nouveau roi conduit le cortège funèbre à la cathédrale Saint-Gilles, où après un service religieux le cercueil est exposé au grand public jusqu'au lendemain après-midi. Un avion militaire transporte le cercueil royal de l'aéroport d'Édimbourg à la station RAF de Northolt dans le Middlesex. Le cercueil arrive au palais de Buckingham à Londres dans la soirée du 13 septembre.
Le 14 septembre, le cercueil est emmené en procession au palais de Westminster et installé dans le Westminster Hall, où le grand public fait la queue pour rendre hommage. Le matin des funérailles d'État le 19 septembre, des marins tirent le cercueil vers l'abbaye de Westminster, où se déroulent les funérailles d'État. Un autre défilé emmène le cercueil à Hyde Park Corner, d'où le cercueil voyage en corbillard jusqu'au château de Windsor dans le Berkshire. Dans la chapelle Saint-Georges au sein du château, un service d'inhumation a lieu l'après-midi, avant une cérémonie privée le soir au cours de laquelle Élisabeth est enterrée aux côtés de ses parents et de son mari Philip dans la Chapelle commémorative du roi George VI.

## Règne d'ÉlisabethII
À sa naissance le 21 avril 1926, sous le règne de son grand-père George V, Élisabeth II est troisième dans l'ordre de succession au trône après son oncle Edward, prince de Galles, futur Édouard VIII, et son père Albert, duc d'York, futur George VI. À la suite de l'abdication de son oncle, le 11 décembre 1936, elle devient héritière présomptive.
À la mort de son père, Élisabeth II devient reine du Royaume-Uni de Grande-Bretagne et d'Irlande du Nord et des autres royaumes du Commonwealth le 6 février 1952. Son couronnement a lieu le 2 juin 1953 à l'abbaye de Westminster à Londres.
Le 20 novembre 1947, elle épouse Philip Mountbatten, prince de Grèce et de Danemark, avec qui elle a quatre enfants : Charles, prince de Galles, Anne, princesse royale, Andrew, duc d'York, et Edward, comte de Wessex. Son mari meurt le 9 avril 2021.

## Contexte
En 2011, le compositeur James MacMillan a été secrètement chargé de préparer un morceau de musique (Who shall separate us? (en)) pour les funérailles basé sur le passage « Quis separabit? » de l'épître de Paul aux Romains, passage favori d'Élisabeth.
Au cours des deux dernières années de sa vie, ayant toujours été en bonne santé, la santé d'Élisabeth commence à décliner. Son état de santé s'est notamment dégradé après le décès de son mari en avril 2021. En octobre 2021, la reine est apparue avec une canne lors d'une cérémonie à l'abbaye de Westminster.

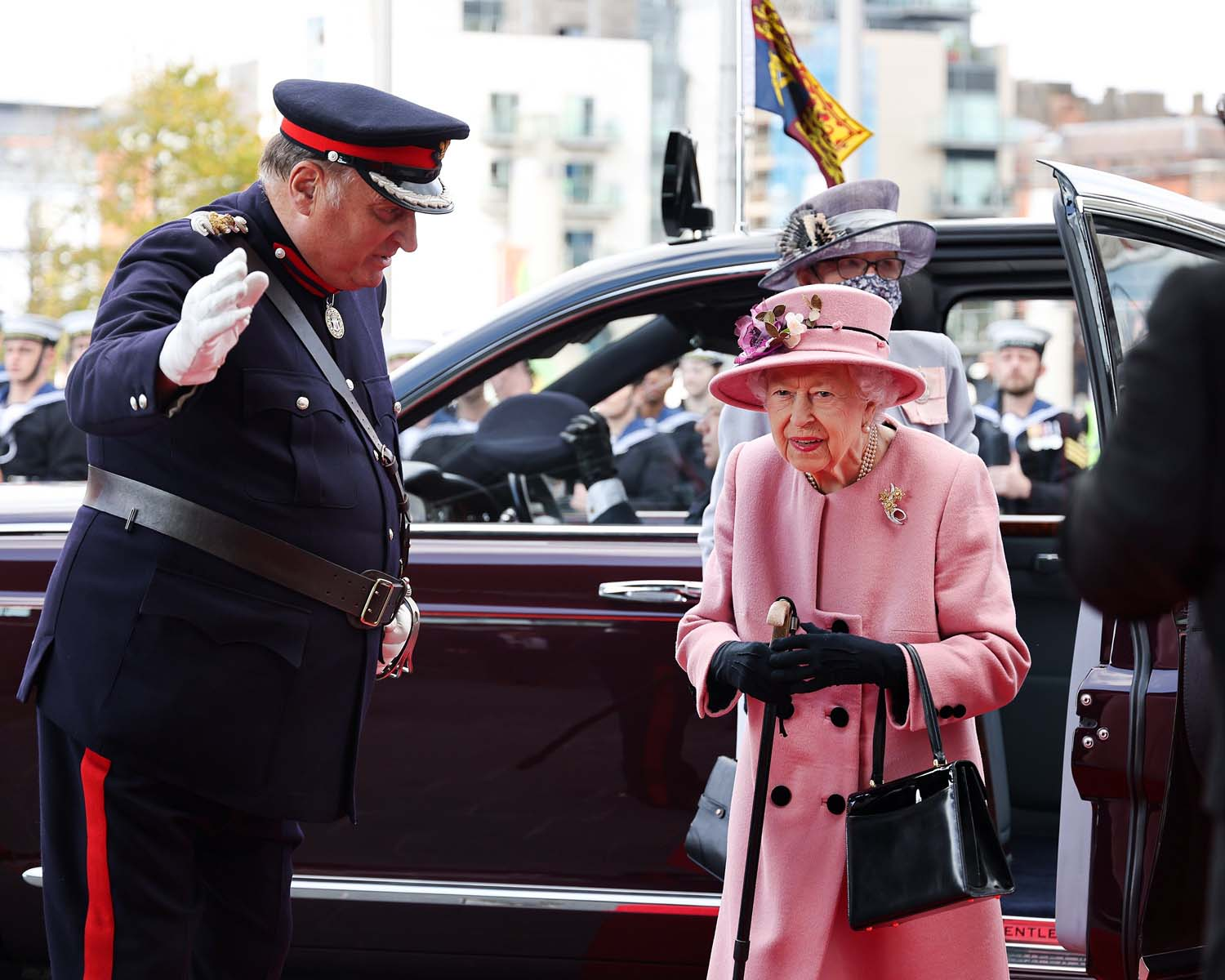
La reine porte une canne à l'ouverture du Parlement gallois à Cardiff en octobre 2021.

À l'occasion du 70e anniversaire de son accession au trône de son père, Élisabeth publie un message déclarant son « souhait sincère » que Camilla, duchesse de Cornouailles, devienne la reine de son mari le prince Charles lors de sa propre accession au trône « quand l'accomplissement du temps est venu »,,,. Elle déclare également : « Alors que nous célébrons cet anniversaire, j'ai le plaisir de vous renouveler la promesse que j'ai faite en 1947 que ma vie sera toujours consacrée à votre service »,.
Le 20 février 2022, la reine est testée positive à la covid. Elle continue de souffrir de problèmes de mobilité. Le 8 avril 2022, la maison royale annonce que la reine n'assistera pas à la cérémonie de Royal Maundy au château de Windsor ce Jeudi saint,. Jusque-là, la reine n'avait raté la cérémonie annuelle — datant du VIIe siècle — qu'à quatre reprises, la dernière en 1970. Les précédentes absences de la reine avaient été en raison de ses voyages outre-mer et des naissances des princes Andrew et Edward. Le prince Charles et son épouse Camilla représentent le monarque lors de la cérémonie à la chapelle Saint-Georges le 14 avril,. Des pièces de monnaie spéciales (Maundy money (en)) sont remises à 96 hommes et 96 femmes, dont le nombre représente le nombre d'années pendant lesquelles la reine a été en vie. Le Jeudi saint, la maison royale annonce que la reine n'ira pas aux matines de la chapelle Saint-Georges le dimanche de Pâques.
|  |

Le 10 mai 2022, la reine manque la cérémonie d'ouverture du parlement britannique en raison de sa santé. Jusqu'alors, seules ses deux dernières grossesses en 1959 et 1963 l'avaient empêchée de s'y rendre en 70 ans de règne. C'est la troisième fois que la souveraine n'assiste pas à cette cérémonie, et la première fois que le discours du Trône est prononcé par son héritier, le prince Charles,.
Du 2 au 5 juin 2022, le Royaume-Uni célèbre le jubilé de platine d'Élisabeth II commémorant ses 70 ans de règne. Les apparitions de la reine restent discrètes en raison de sa santé. Plusieurs commentateurs parlent déjà d'adieux,. Le prince de Galles inspecte la garde et reçoit le salut militaire au nom de sa mère lors de Trooping the Colour, le défilé le jour de l'anniversaire officiel du monarque.
Le 21 juillet, au départ du château de Windsor, la reine Élisabeth II s'installe au pavillon Craigowan en attendant que la saison des visites du château de Balmoral soit achevée.
Le 8 août, on annonce que la reine interrompra son séjour à Balmoral pour se rendre à Londres pour la nomination du nouveau Premier ministre (le résultat de l'élection à la direction du Parti conservateur britannique de juillet-septembre 2022 est attendu le 5 septembre).
Le 9 août, elle s'y installe mais la traditionnelle cérémonie militaire qui marque son arrivée s'est déroulée cette fois à l'intérieur, sans public ni journalistes. Le Palais a justifié ce changement en évoquant le « confort » de la souveraine,.
Gyles Brandreth et Boris Johnson déclarent ultérieurement que la reine souffrait d'un cancer des os ou d'un myélome,.

## Derniers jours
Dans les jours précédant la mort de la reine, le Royaume-Uni commémore la mort de Diana Spencer, princesse de Galles, survenue 25 ans auparavant. Lors du décès de Diana le 31 août 1997 à Paris, la reine Élisabeth II se trouvait aussi au château de Balmoral, où la famille royale passait ses vacances ; la reine y était en compagnie de son mari et ses deux petits-fils William et Harry, les enfants de Diana.
Le 31 août, on annonce que la reine ne se rendra pas à Londres comme prévu, mais nommera le nouveau Premier ministre à Balmoral, dans le drawing room (en) du château,. Pour la première fois de son règne, les audiences des Premiers ministres entrant et sortant ne seront pas au palais de Buckingham : la nomination d'Herbert Asquith en 1908, officialisée à Biarritz par Édouard VII (r. 1901-1910), est la seule occasion où un Premier ministre britannique est nommé hors du palais depuis le règne de Victoria  (r. 1837-1901).
Début septembre, la visite d'État du président sud-africain Cyril Ramaphosa se prépare. Il s'agira de la première visite d'État au Royaume-Uni depuis la visite du président américain Donald Trump en 2019, après quoi de nouvelles visites ont été rendues impossibles en raison de la pandémie de Covid-19,.
Le 3 septembre, la reine n'assiste pas, en raison de ses problèmes de santé, au Highland games à Braemar dans l'Aberdeenshire, qu'elle adore et qui se déroule chaque premier week-end de septembre. Le prince Charles, qui la représentait, était néanmoins présent, en compagnie de Camilla et la princesse Anne. La famille royale britannique y assiste depuis 1848, été où la reine Victoria et son époux le prince Albert ont commencé à prendre villégiature au château. En tant que marraine royale, Élisabeth II interrompait habituellement chaque été ses vacances pour y assister. Les jeux ont été annulés en 2020 et 2021 en raison de la pandémie de Covid-19 au Royaume-Uni. En coupant une corde de bruyère sur le terrain de sport de Braemar, Charles ouvre officiellement une nouvelle arche monumentale commémorant le jubilé de platine de sa mère.
Les lettres patentes autorisant le statut de cité pour Colchester dans l'Essex sont signées par la reine et datées du 5 septembre : ce sont les dernières qu'elle a signées. Colchester est l'une des huit villes britanniques à avoir reçu de telles lettres patentes pour marquer le jubilé de platine.

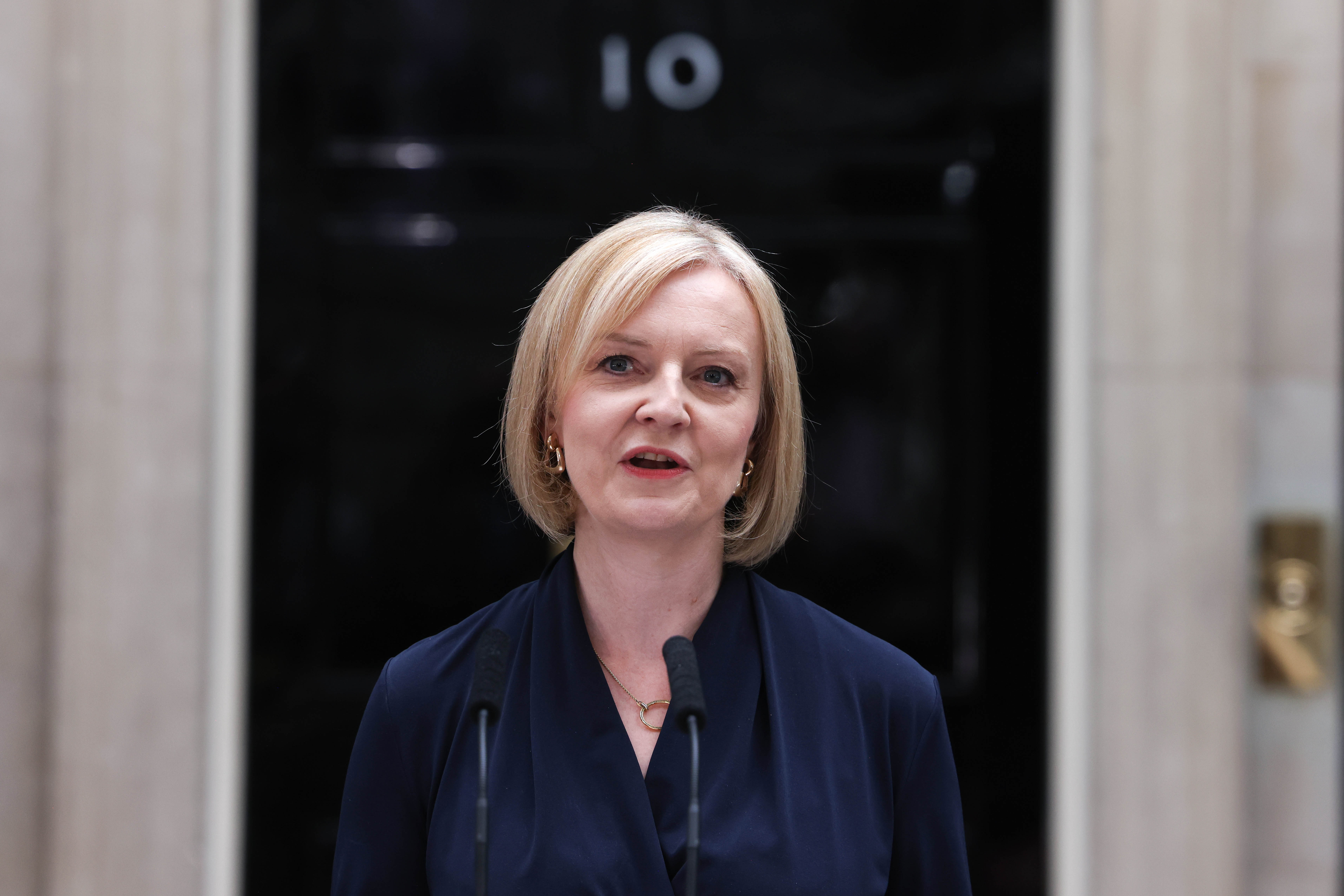
Liz Truss parle devant sa nouvelle résidence londonienne 10 Downing Street après son arrivée de son audience royale au château de Balmoral le 6 septembre.

Le 6 septembre, la reine Élisabeth II voit une nouvelle Première ministre, Liz Truss, prendre ses fonctions à la suite de la démission de Boris Johnson. C'est la première fois que la reine reçoit un nouveau chef de gouvernement au château de Balmoral au lieu du palais de Buckingham, en raison de ses problèmes de mobilité. Plusieurs clichés sont alors pris dans l'après-midi montrant la reine Élisabeth II accueillir Liz Truss et lui serrer la main. Il s'agit des dernières photos de la reine en vie. Sur les photographies, la reine apparaît frêle et tient une canne mais sourit. Une ecchymose est visible sur le dessus de sa main droite, ce qui suscite l'inquiétude du public et la spéculation d'une blessure subie lors d'une chute ou du retrait d'une canule.
Le 7 septembre, la reine doit assister par visioconférence à la prestation de serment des nouveaux conseillers privés nommés par la nouvelle Première ministre. Sir Huw Thomas (en), Physician to the Queen (en) (« médecin de la reine ») et chef de la Medical Household (en) (le personnel médical de la maison royale d'Élisabeth II (en)) conseille à la reine de se reposer et la réunion est annulée,. Le porte-parole de la maison royale déclare « Après une journée bien remplie hier, Sa Majesté a accepté cet après-midi le conseil des médecins de se reposer. Cela signifie que la réunion du Conseil privé qui devait avoir lieu ce soir sera réorganisée »,,.
Le même jour, la reine fait sa dernière déclaration publique : un message de condoléances pour les familles des victimes des attaques au couteau du 4 septembre en Saskatchewan, au Canada.

## Dernières heures

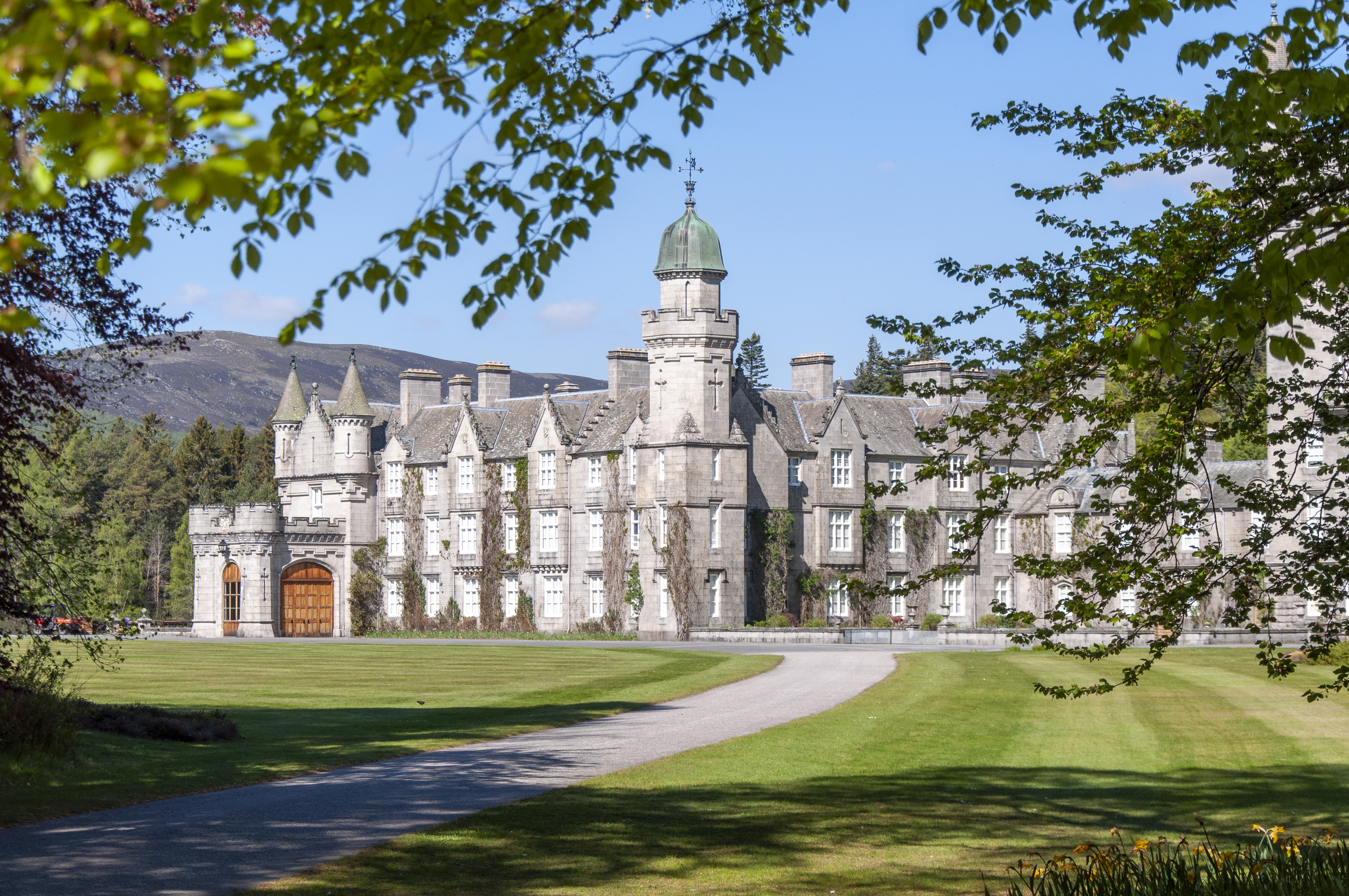
Le lieu du décès, le château de Balmoral en Écosse.

Vers 12 h 30 BST, le 8 septembre 2022, le palais de Buckingham annonce dans un communiqué que la reine est sous surveillance médicale au château de Balmoral après que ses médecins ont exprimé leur inquiétude. La déclaration indique : « après une nouvelle évaluation ce matin, les médecins de la reine sont préoccupés par la santé de Sa Majesté et ont recommandé qu'elle reste sous surveillance médicale. La reine reste à l'aise et à Balmoral »,. Les chaînes de télévisions, dont la BBC, interrompent leurs émissions habituelles, les présentateurs portent des costumes sombres. C'est le premier communiqué précis concernant l'état de santé de la reine. Plusieurs spécialistes royaux déclarent que cette annonce permet de préparer les esprits à l'éventualité du décès proche de la souveraine. Les quatre enfants de la reine et ses belles-filles, ainsi que les princes William et Harry, font le déplacement le jour même pour être à son chevet,.
Seuls ses enfants aînés Charles et Anne, ainsi que sa belle-fille Camilla, qui étaient déjà en Écosse, sont arrivés à Balmoral avant sa mort, mais les autres sont arrivés d'Angleterre trop tard,.

## Mort

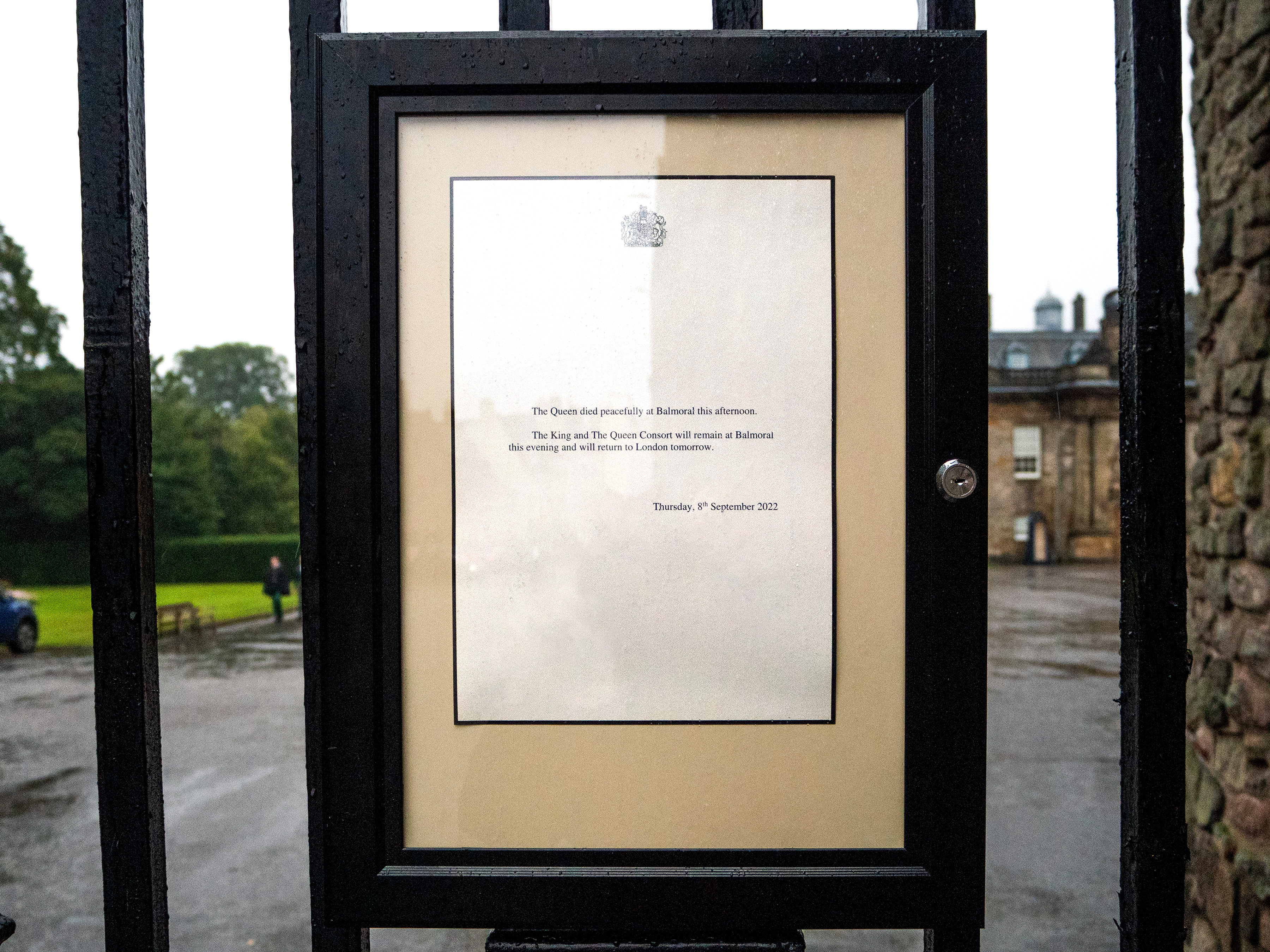
Avis de décès d'Élisabeth II affiché au public sur les grilles du palais de Holyrood, à Édimbourg.

La reine meurt « de vieillesse » le 8 septembre 2022 à 15 h 10 BST d'après l'acte de décès publié le 29 septembre par le registre national d'Écosse (en),. À 16 h 30 BST, Liz Truss est informée de la mort de la reine. À 18 h 30 BST, le Palais de Buckingham annonce dans un communiqué la mort de la reine Élisabeth II, dans son château de Balmoral,. Cet avis de décès publié sur Internet et affiché sur les grilles du palais est relayé par de nombreux médias, dont la BBC qui interrompt tous ses programmes.
L'opération London Bridge, nom de code du plan prévu depuis les années 1960 et organisant le déroulement des journées suivant la mort de la reine, dont le contenu avait fuité l'année précédente, est lancée en début de soirée.

## Entre le décès et les funérailles d'État

### 9 septembre
Charles et Camilla quittent Balmoral avant midi le 9 septembre. Ils se rendent à l'aéroport d'Aberdeen pour partir à Londres,. L'apparition de Charles à l'aéroport d'Aberdeen constitue la première fois qu'il est vu en public depuis qu'il est devenu roi. Harry quitte également Balmoral ce matin-là. Les autres enfants d'Élisabeth — Anne, Andrew et Edward — restent en Écosse pour participer aux cérémonies accompagnant le cercueil royal.
À midi le 9 septembre, les cloches de plusieurs églises sonnent à travers le royaume. Pour la première fois depuis la mort du père et prédécesseur d'Élisabeth, les cloches sonnent entièrement étouffées par des silencieux en cuir. Il y a une forte demande pour les silencieux en cuir attachés aux battants de cloches, et à Bristol leurs principaux fabricants travaillent en continu jusqu'au 15 septembre pour les fournir à temps pour les funérailles d'État. Au château de Windsor, la cloche de Sébastopol (en) sonne 96 fois. Cette cloche avait sonné pour la dernière fois en 2002, à la mort de la reine mère.

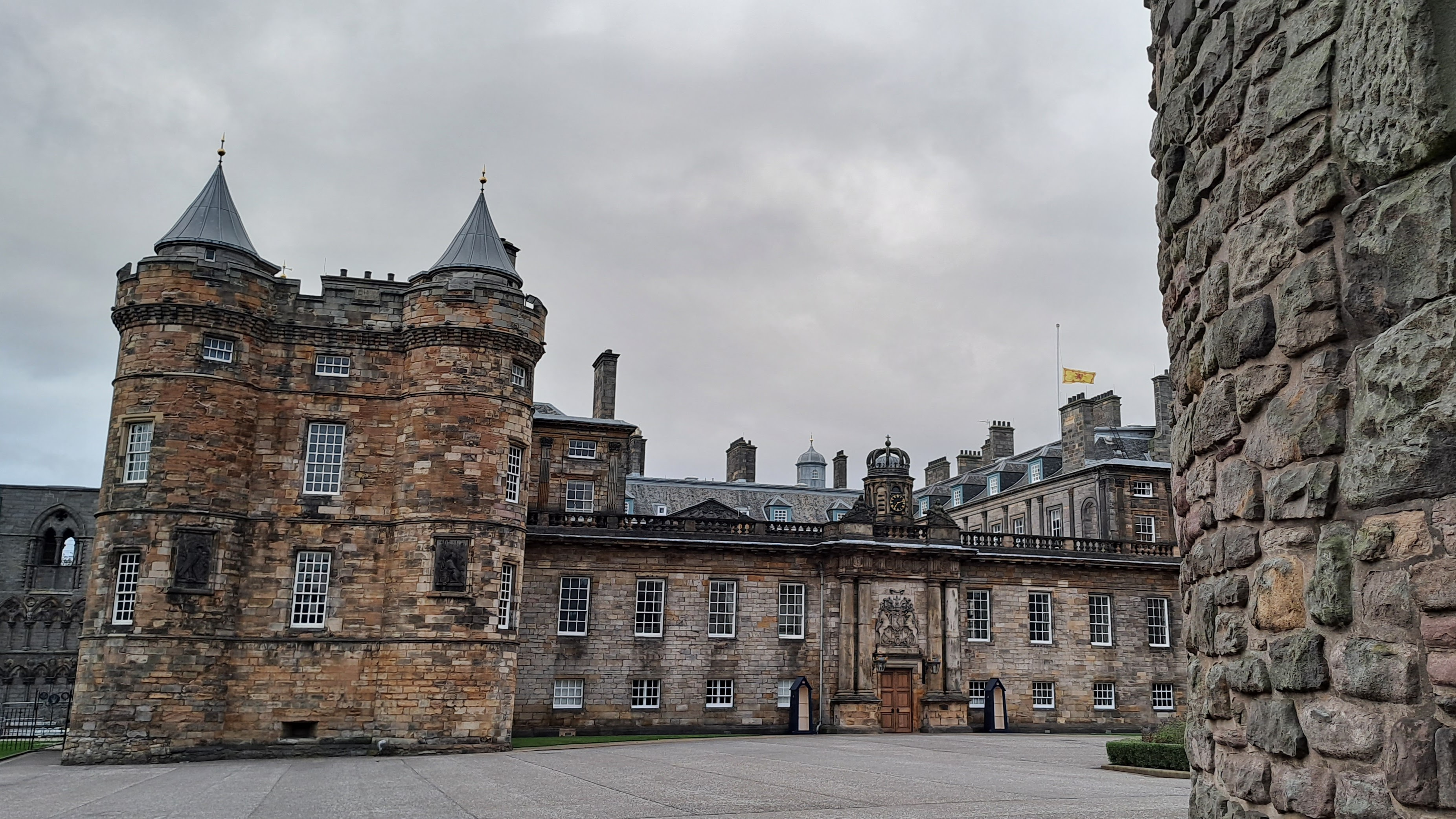
La bannière royale écossaise en berne au-dessus du palais de Holyrood, le lendemain de la mort d'Élisabeth II.

À 13 h 0 BST, la Royal Artillery tire un salut de 96 canons depuis les remparts du château d'Édimbourg par le 105e régiment Royal Artillery (en),. D'autres salves sont tirées au Royaume-Uni : au château de Hillsborough par le 206 (Ulster) Battery Royal Artillery (en), au château de Cardiff par le 104e régiment Royal Artillery (en),, au château de Caernarfon, à Stonehenge, près de Larkhill dans le Wiltshire par le 14e régiment Royal Artillery (en),, à la garnison de Colchester dans l'Essex par le F (Sphinx) Parachute Battery Royal Horse Artillery (en) et dans les Museum Gardens à York par le 4e régiment Royal Artillery (en),. Au HMNB Devonport, à Plymouth, trois canons ont tiré le salut de 96 coups. Une pièce d'artillerie est tirée toutes les dix secondes, une fois pour chaque année de la vie d'Élisabeth. Au HMNB Portsmouth, le salut est de 117 coups. À Gibraltar, le salut est tiré par le Royal Gibraltar Regiment. À Jersey, le salut de 96 canons est tiré par la 1781 Jersey Militia à fort Régent. À Guernesey, la salve de 96 canons est tirée depuis le château Cornet. Des saluts similaires sont tirés dans le Commonwealth.
À Londres, le roi s'adresse à la nation à 18 h 0 BST. Le 9 septembre, plusieurs rues d'Édimbourg, en particulier dans la vieille ville (Old Town), sont fermées en prévision des cérémonies. Toutes les poubelles côté rue sont retirées de la longueur du Royal Mile. Le 9 septembre, il est annoncé que la cérémonie d'attribution des lettres patentes accordant le statut de cité à Colchester — qui devait avoir lieu le 12 septembre — sera reportée.

### 10 septembre
La dépouille de la reine reste durant une journée au château de Balmoral, afin que le personnel de la maison royale lui rende un dernier hommage,. Le cercueil royal est exposé dans la salle de bal du château,.

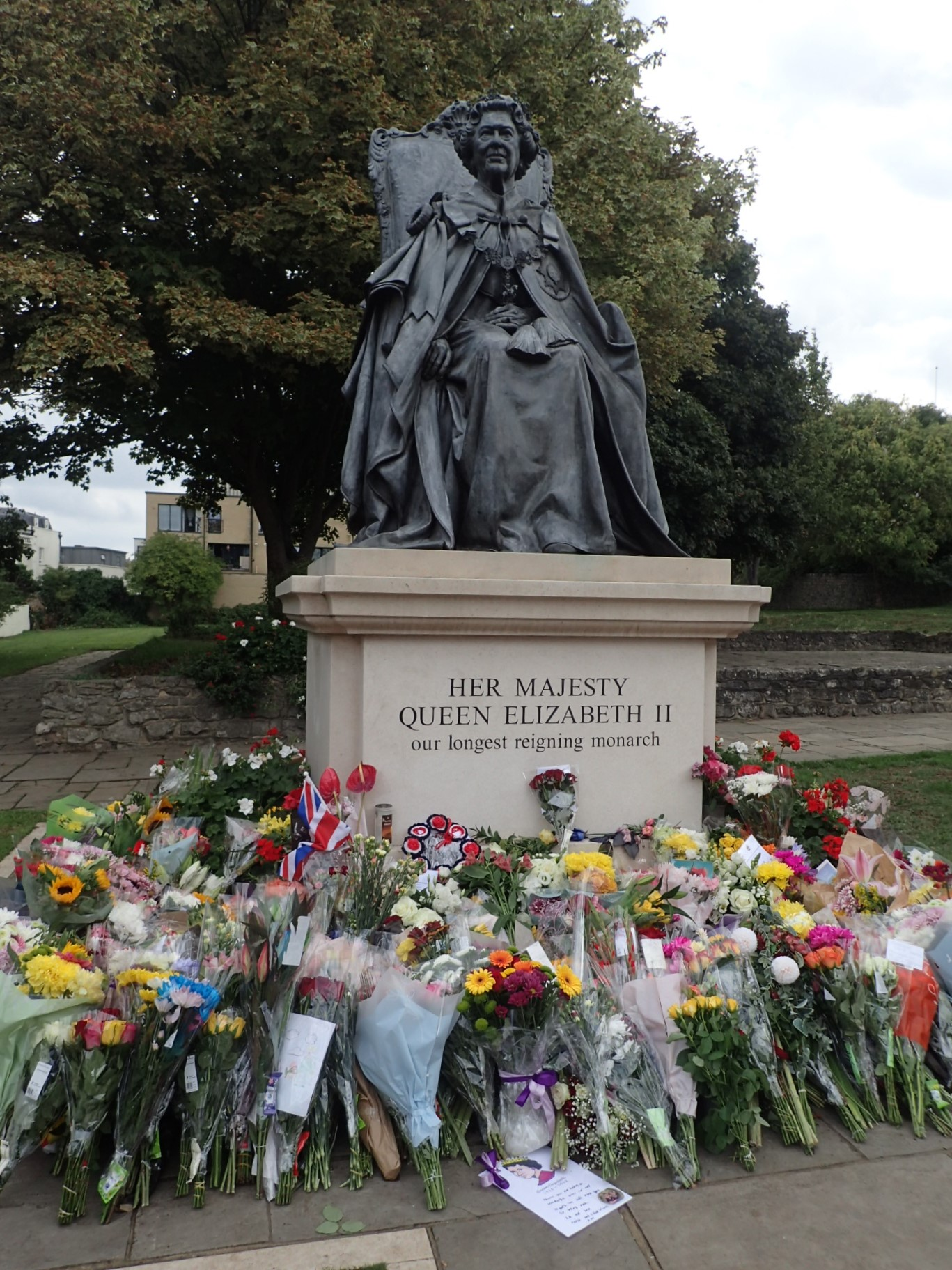
Hommages floraux laissés à la statue de la reine à Gravesend dans le Kent.

Les trois plus jeunes enfants de la reine, la princesse Anne et son mari le vice admiral Sir Timothy Laurence, le prince Andrew et le prince Edward ainsi que son épouse Sophie, comtesse de Wessex, et cinq de ses petits-enfants (Peter Phillips, Zara Tindall, la princesse Beatrice, la princesse Eugenie et Lady Louise Windsor), assistent à un service à Crathie Kirk (en), près de Balmoral, et contemplent les hommages floraux à l'extérieur du château. Les fils du roi, les princes William et Harry, ainsi que leurs épouses, Catherine, princesse de Galles et Meghan, duchesse de Sussex, vont ensemble voir les fleurs déposées à l'extérieur du château de Windsor.
L'apiculteur royal John Chapple attache des rubans noirs de deuil aux ruches dans les jardins du palais de Buckingham et de Clarence House, et informe les abeilles de la mort de la reine et de l'accession du nouveau roi. La coutume exige que les abeilles soient informées du changement de leur maître, de peur qu'elles ne quittent les ruches,.

### 11 septembre
À 10 h 0 BST, le cercueil est porté jusqu'au corbillard par six gardes-chasse du domaine de Balmoral,. Une couronne de fleurs coupées du domaine de Balmoral recouvre le sommet de la bière. Le cercueil est drapé de l'étendard royal utilisé en Écosse. Les draps funéraires sont fabriqués par Flying Colours Flagmakers (en) à Knaresborough,. De Balmoral, un cortège conduit le cercueil de la reine vers le palais de Holyroodhouse. Selon le chief constable de Police Scotland Iain Livingstone (en), plus de 100 000 personnes bordent la route vers Holyrood, et 4 000 policiers participent au maintien de l'ordre le 11 septembre,. Près de Duthie Park (en) à Aberdeen, un homme de trente-huit ans est arrêté et accusé d'atteinte à l'ordre public (breach of the peace (en)) : des œufs sont retrouvés en sa possession près du parcours du cortège.

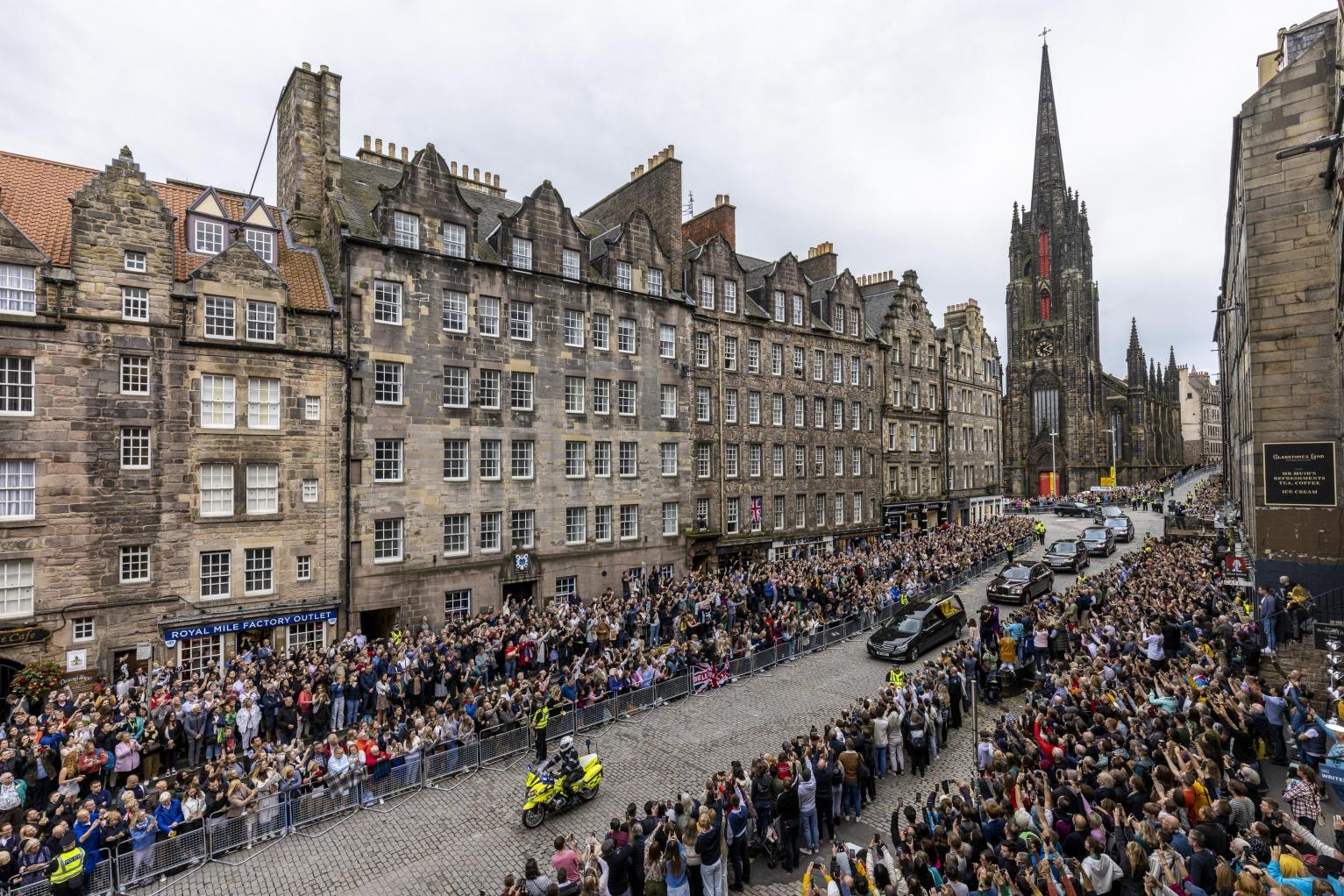
Le 2022-09-11-, le corbillard royal sur son chemin entre le château de Balmoral et le palais de Holyrood, passant le long du Royal Mile d'Édimbourg.

Le corbillard entre dans la ville d'Édimbourg et arrive au palais vers 16 h 0 BST le 11 septembre. Le cercueil repose dès lors dans la salle du trône,,. Environ 60 000 personnes bordent les rues étroites de la Old Town pour regarder le cortège passer le long du Royal Mile. D'autres montent Arthur's Seat pour regarder.

### 12 septembre
Du palais de Holyroodhouse, le cercueil est emmené en procession à travers Édimbourg jusqu'à la cathédrale Saint-Gilles (High Kirk), où, après un office religieux, le public peut le voir,. Le cortège parcourt le Royal Mile dans l'après-midi du 12 septembre, accompagné de membres de la famille royale.

Les quatre enfants de la reine — Charles, Anne, Andrew et Edward — marchent derrière le corbillard, accompagnés du mari de la princesse Anne, l'amiral Laurence,. Deux belles-filles de la reine Élisabeth — la reine Camilla et la princesse Sophie — suivent en voiture. 

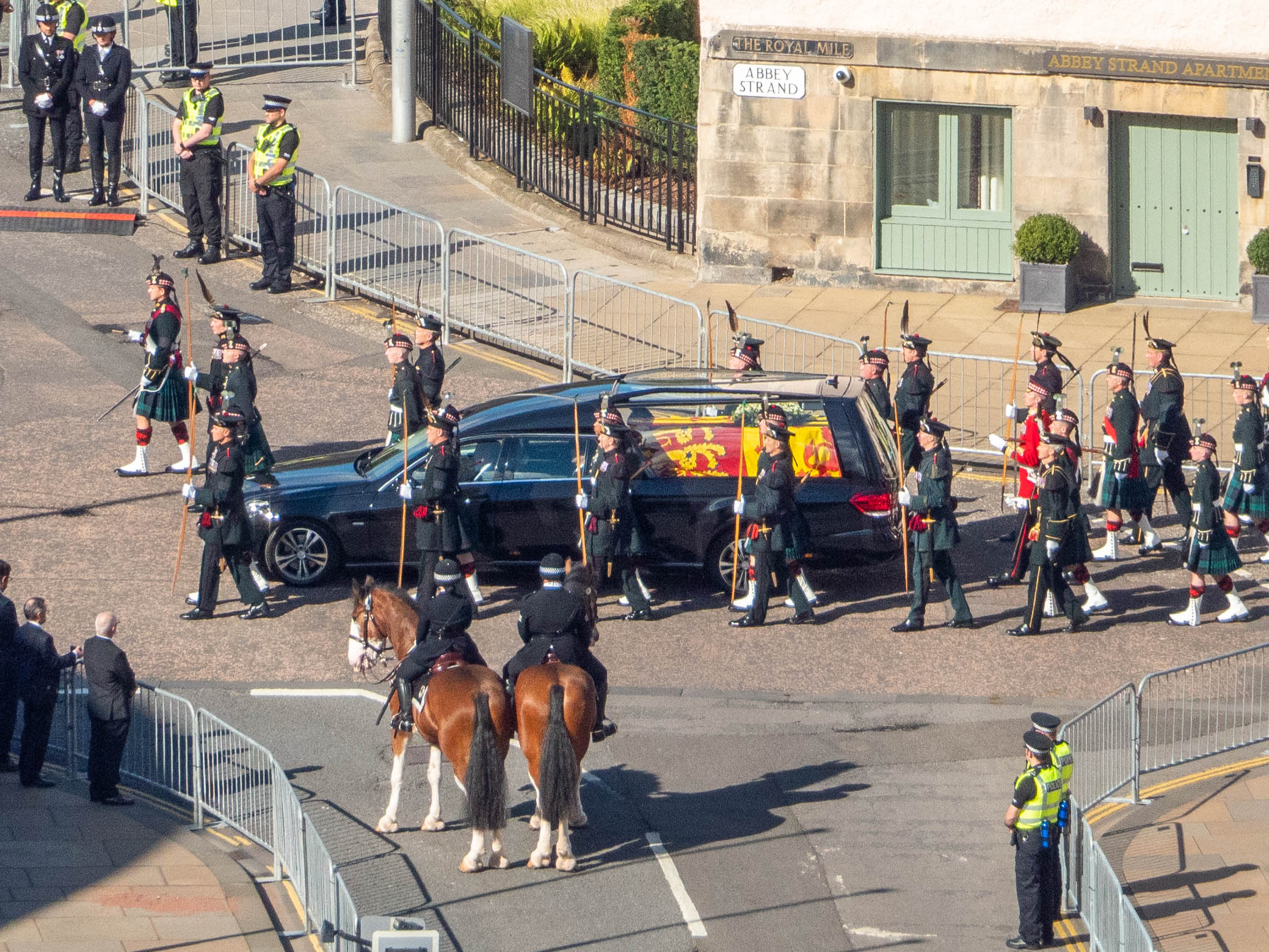
Le 12 septembre 2022-, le cercueil quitte le palais de Holyroodhouse avant de parcourir le Royal Mile.

Alors que le cortège passe le long de la Canongate (en), des cris de « God Save the King » sont entendus, alors qu'un homme qui chahute le prince Andrew est saisi par des spectateurs et arrêté par la police. L'homme de 22 ans est accusé d'atteinte à l'ordre public. Plus tard, deux hommes de 34 ans sont arrêtés et accusés d'agression contre le manifestant. L'homme de 22 ans n'est finalement pas poursuivi en justice ; le Crown Office (en) évoquant « une alternative aux poursuites judiciaires ».
Des soldats du Royal Regiment of Scotland portent le cercueil au catafalque à l'intérieur de l'église,. Alexander Douglas-Hamilton, le 16e duc de Hamilton, premier pair d'Écosse, place la couronne d'Écosse sur le cercueil royal pendant le service ; la couronne y reste tout au long de la veillée. La couronne a été faite pour l'ancêtre d'Élisabeth Jacques V (r. 1513-1542) et c'est l'objet le plus ancien parmi les honneurs de l'Écosse et les joyaux de la Couronne britannique,.
La première lecture est faite par la Première ministre d'Écosse, Nicola Sturgeon. L'épître est lue par Leo Cushley (en), archevêque catholique de Saint Andrews et Édimbourg. L'Évangile est lu par Mark Strange (en), évêque épiscopalien écossais de Moray, de Ross, et de Caithness. L'homélie a été prononcée par Iain Greenshields (en), modérateur de l'Assemblée générale (en) de l'Église d'Écosse. Des prières sont dirigées par le doyen de la Chapelle royale en Écosse, David Fergusson (en),.

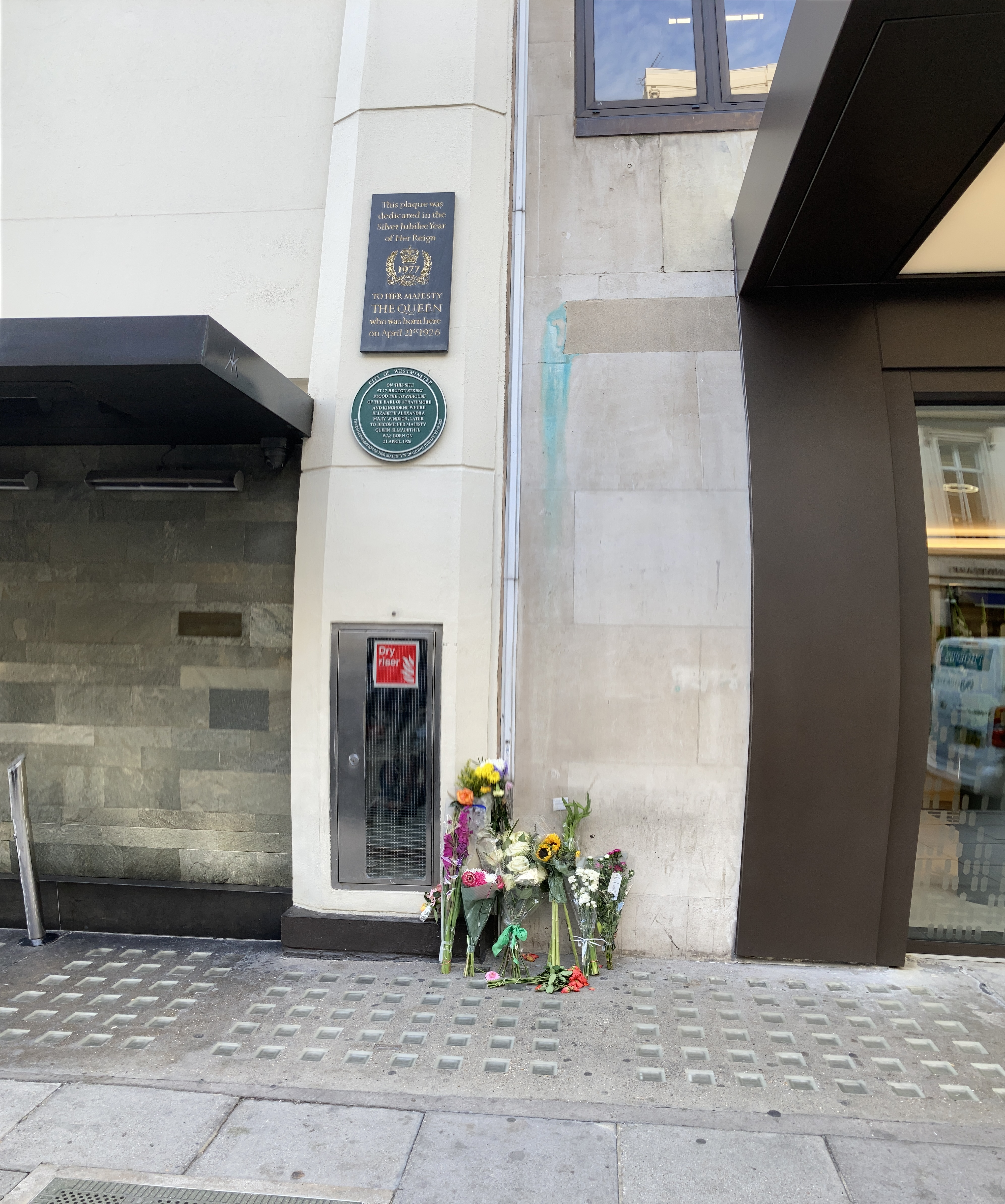
Hommage floral sur le site de la naissance de la reine, 17, Mayfair.

La dépouille mortelle reste dans l'église pendant vingt-quatre heures avant d'être conduite le lendemain à l'aéroport d'Édimbourg. Le cercueil est gardé constamment par la Royal Company of Archers, permettant au peuple écossais de rendre hommage à la défunte. Dans la soirée, le roi, la princesse Anne, le prince Andrew et le prince Edward tiennent une veillée à l'église. Cette coutume est connue sous le nom de « Veillée des Princes » (« Vigil of the Princes » (en)). C'est la première fois qu'une princesse participe. La file d'attente pour l'entrée à l'église s'étendait à travers la vieille ville et le long des sentiers pédestres de The Meadows, l'un des parcs de la ville. Environ 33 000 personnes défilent devant le cercueil. Les gens font la queue toute la nuit.

### 13 septembre
Le cercueil est ensuite transporté à Londres et le cercueil, maintenant drapé de l'étendard royal utilisé en Angleterre, est placé au palais de Buckingham dans la Bow Room, en présence de ses enfants et petits-enfants, ainsi que de leurs conjoints, dont le roi et la reine consort, le prince et la princesse de Galles et le duc et la duchesse de Sussex.

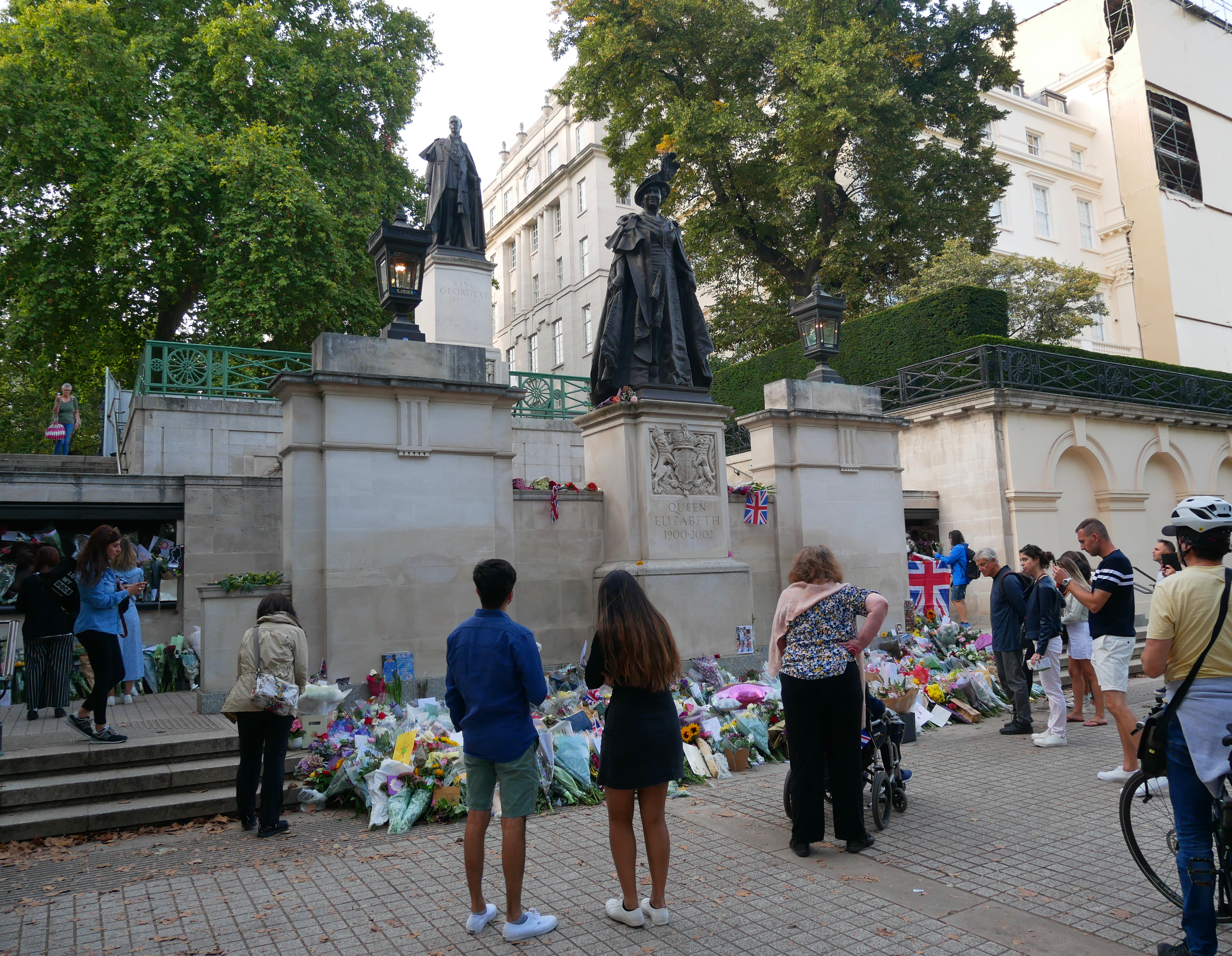
Hommage floral placé devant le ', dédié aux parents de la reine décédée.

Le poète lauréat britannique (en) Simon Armitage compose pour l'occasion un poème : « Floral Tribute » (litt. « hommage floral »), un poème acrostiche de deux strophes dont les initiales épelent chacune le nom de la reine en anglais : Elizabeth. Le poème fait allusion au muguet de mai, fleur préférée de la reine et présente dans ses couronnes funéraires,,,.
Le 13 septembre 2022, des marins de la Royal Navy s'entraînent à tirer au moyen de cordages l'affût de canon prévu pour les funérailles d'État (Royal Navy State Funeral Gun Carriage (en)) au HMS Collingwood : 98 marins tirent l'affût de canon et 40 autres agissent comme son frein.

### 14 septembre
|  |

Avant de gagner le palais de Westminster, le cercueil de la reine, orné de la couronne impériale d'apparat et porté sur un affût de canon de la troupe du roi de la Royal Horse Artillery (King's Troop, Royal Horse Artillery (en)), est transporté depuis le palais de Buckingham, lors d'une procession militaire, à laquelle le roi, la princesse Anne, le prince Andrew, le prince Edward, le prince William, le prince Harry, l'amiral Laurence, Peter Phillips, David Armstrong-Jones et Richard de Gloucester participent. La reine consort, la princesse de Galles, la comtesse de Wessex et la duchesse de Sussex suivent le cortège en voitures et sont rejointes, plus tard dans le hall, par Edward, duc de Kent et le prince Michael de Kent.

Les fanfares militaires interprètent des morceaux de Ludwig van Beethoven, Felix Mendelssohn et Frédéric Chopin, tandis que des battements de tambour rythment la marche. Durant la procession, Big Ben sonne toutes les minutes et des salves sont tirées depuis Hyde Park par la Royal Horse Artillery. Des membres des trois forces armées forment une haie d'honneur lors du passage du cercueil sur la place du Parlement.

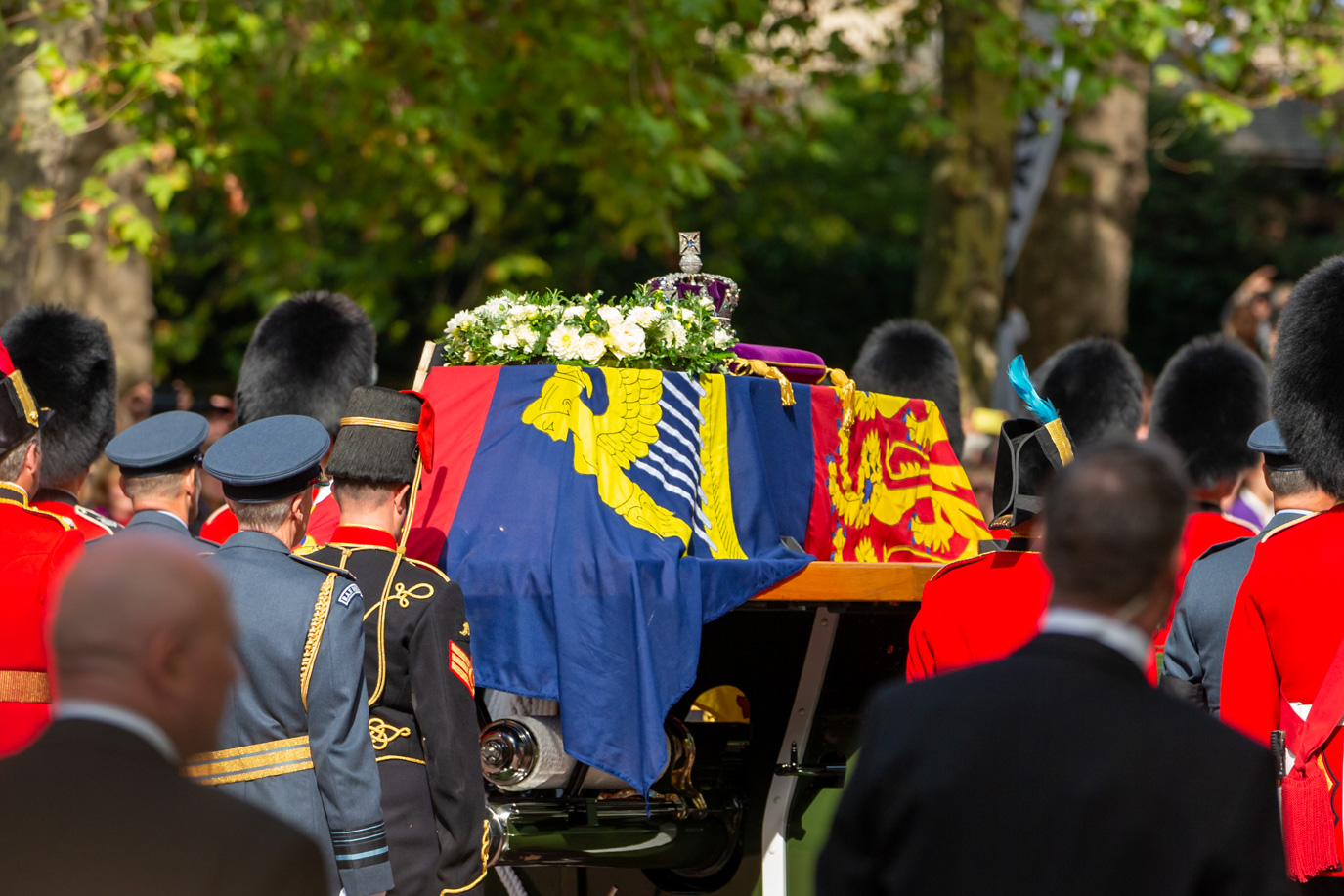
Le cercueil de la reine.

Peu avant 15 h 0 BST, le cercueil royal arrive à Westminster Hall, qui fait partie du palais de Westminster. Après l'arrivée du cercueil, l'archevêque de Cantorbéry et le doyen de Westminster célèbrent un service de 20 minutes en présence du roi et des membres de la famille royale. Ensuite, Westminster Hall est ouvert au public.
La reine repose ensuite en état pendant quatre jours sur un catafalque à Westminster Hall jusqu'au matin des funérailles, prévues le 19 septembre. En plus de la couronne impériale d'apparat, l'orbe et le sceptre du souverain avec croix sont placés sur le cercueil. Pendant tout ce temps, le public peut défiler pour rendre hommage.
Un homme de 19 ans est arrêté et inculpé de deux chefs d'agression sexuelle contre deux femmes faisant la queue dans les Victoria Tower Gardens sur la rive de la Tamise. Il tente de s'échapper en sautant dans la rivière mais est appréhendé et se voit refuser la libération sous caution. Il plaide non coupable à une accusation d'agression sexuelle, mais plaide coupable à l'autre chef.

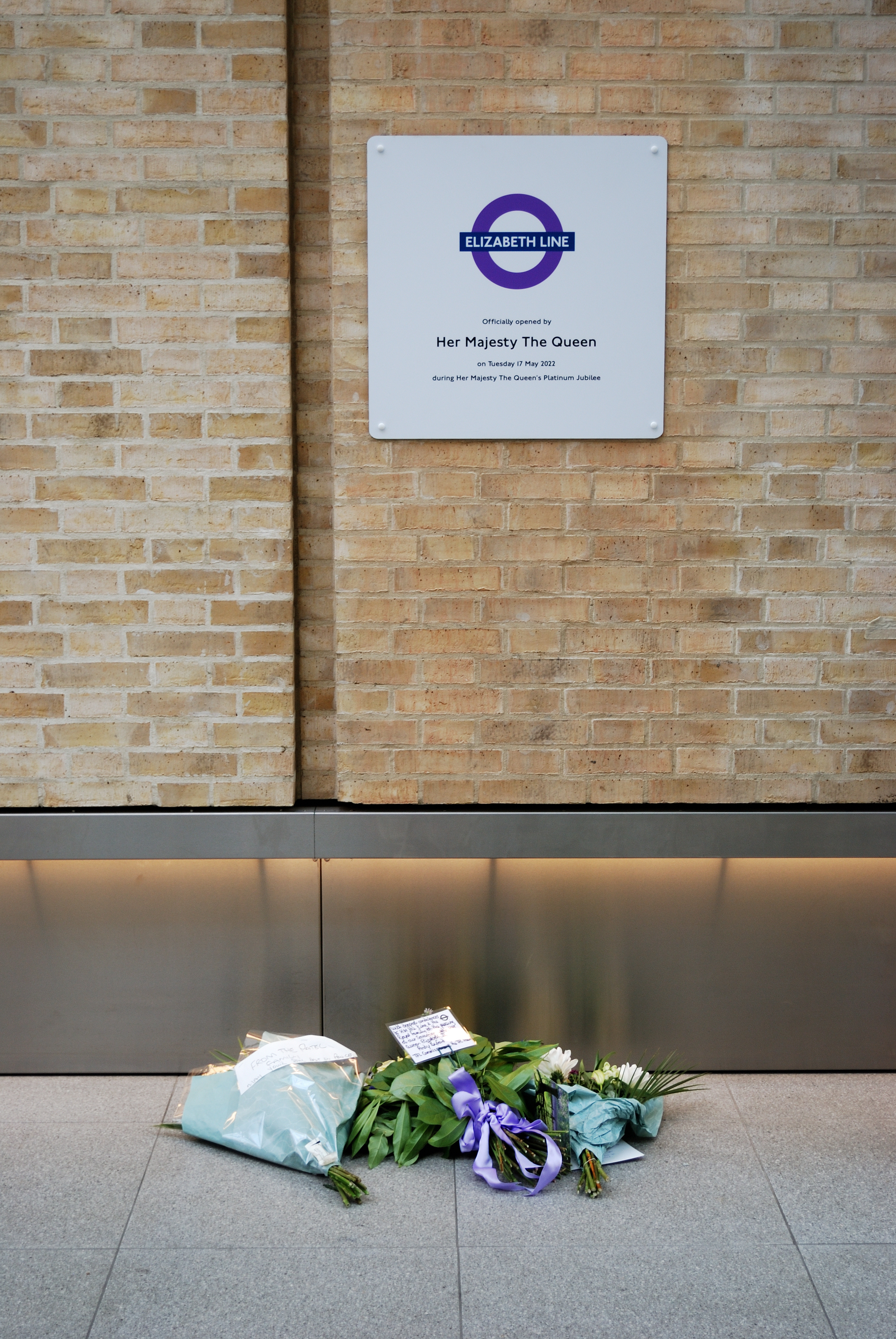
Hommage floral à la plaque commémorant la cérémonie d'ouverture de la Elizabeth line par la reine éponyme (2022-05-17) à la gare de Paddington.

### 15 septembre
Le 15 septembre, tandis que le roi et la reine consort passent la journée à Highgrove House, le prince et la princesse de Galles se rendent dans le Norfolk afin de voir les hommages et de rencontrer les personnes du public. Le comte et la comtesse de Wessex se rendent à Manchester et la princesse Anne et son mari à Glasgow pour effectuer des visites analogues.
En commémoration de la défunte reine, God Save the Queen est chanté à la mosquée centrale de Londres pour la première fois le 15 septembre.
En tant que membres de la Royal Company of Archers, le secrétaire d'État à la Défense Ben Wallace et le secrétaire d'État pour l'Écosse Alister Jack faisaient partie du détachement militaire qui a monté la veillée à Westminster Hall l'après-midi du 15 septembre.
À la fin du 15 septembre, le London Ambulance Service a traité 435 membres du public dans la file d'attente. Quarante-deux ont été hospitalisés. La plupart des blessures ont été causées par des évanouissements ou des effondrements, entraînant des blessures à la tête,.

### 16 septembre
Le décès de la reine est enregistré officiellement le 16 septembre ; Paul Lowe, registraire général de l'Écosse, signe le certificat de décès. Le document est également signé par sa fille Anne.

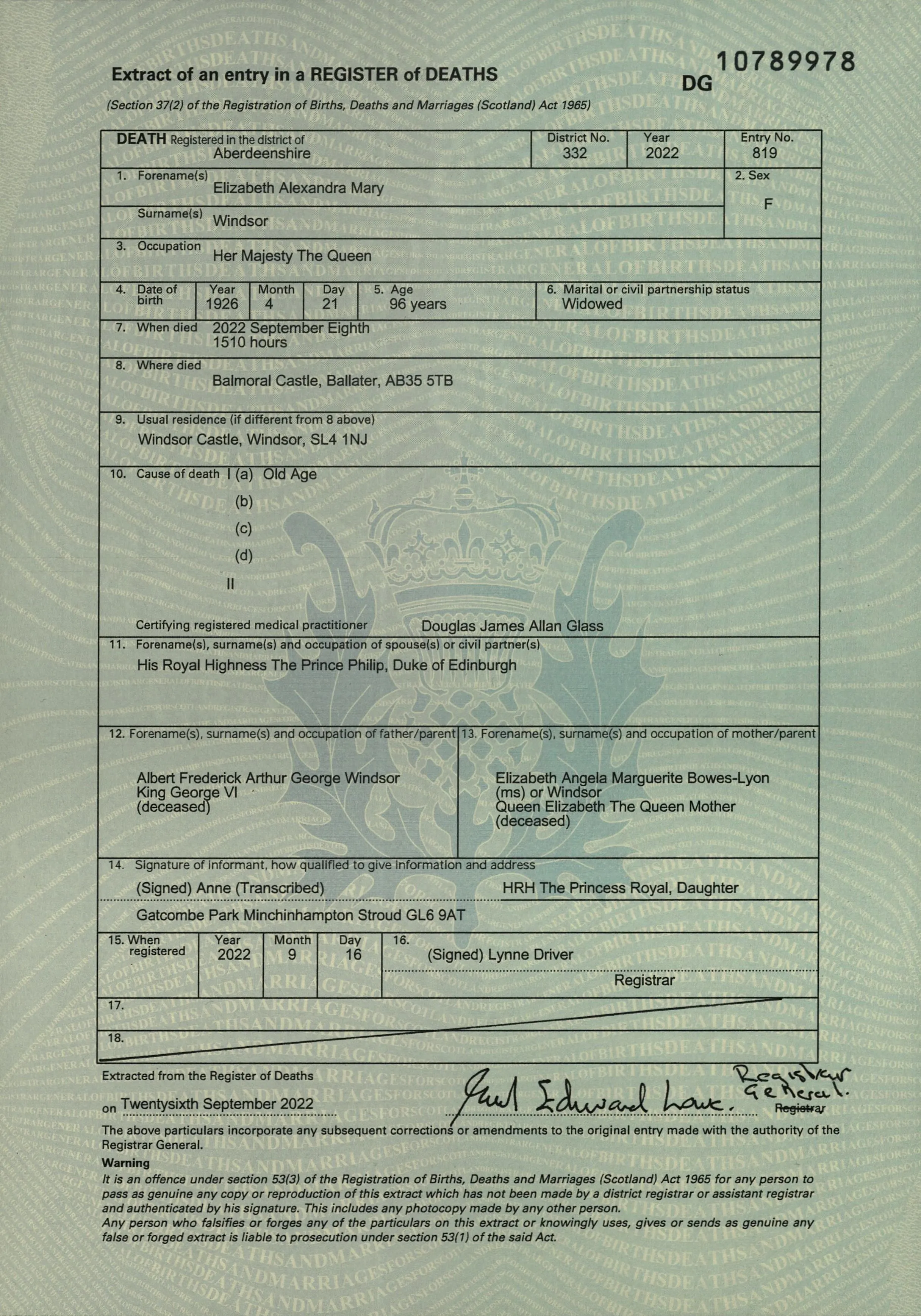
Certificat de décès d'Élisabeth II.

Un différend surgit au sujet de l'accès privilégié à Westminster Hall pour les parlementaires et leur personnel. Les membres de la Chambre des lords, les membres de la Chambre des communes et les employés du Parlement sont autorisés à y accéder sans avoir à faire la queue. En revanche, les employés des membres de la Chambre des communes eux-mêmes doivent faire la queue avec le grand public, ainsi que le personnel parlementaire employé par des entrepreneurs externes. Cette situation est contestée par le Public and Commercial Services Union (en) (litt. « Syndicat des services publics et commerciaux »).

Le matin du 16 septembre, l'accès à la file d'attente de Westminster Hall est fermé par le département du Numérique, de la Culture, des Médias et du Sport pendant au moins six heures en raison de la forte demande (l'estimation officielle du temps d'attente atteignait quatorze heures),. La file d'attente s'étend sur 8 kilomètres, à travers Lambeth, Southwark et Bermondsey site de l'entrée officielle de la file d'attente à Southwark Park. La file d'attente rouvre officiellement en fin d'après-midi après une fermeture de sept heures. À Southwark Park, une file d'attente secondaire se forme à l'extérieur du parc, qui est rouverte après une demi-heure. Selon la BBC, les gens peuvent rejoindre la file d'attente tout au long de la journée, malgré les annonces officielles. Le département de la Culture prévient que le temps d'attente estimé a atteint vingt-quatre heures,. 
|  |

À Coventry le 16 septembre, un silence de deux minutes commémore la défunte reine lors de la parade annuelle de Godiva (Godiva Procession (en)).

### 17 septembre
Aux premières heures du 17 septembre, des centaines de militaires participent à une répétition générale nocturne pour le cortège funèbre à Windsor. Un détachement des Grenadier Guards marche à côté du corbillard d'État (state hearse (en)), tandis que des policiers, les Life Guards et la Household Cavalry l'accompagnent en procession à cheval et à pied, avec des musiques régimentaires et des corps de cornemuses et tambours. Des détachements des Coldstream Guards et de la Royal Navy défilent à travers la ville jusqu'à Victoria Barracks (en).
Le 17 septembre, au palais de Buckingham, le roi reçoit les chefs d'état-major de la défense. Il rencontre ensuite des travailleurs des services d'urgence à la salle des opérations spéciales de la police métropolitaine de Londres pour organiser certains aspects des funérailles d'État de la reine. Puis, le roi et le prince de Galles visitent la file d'attente pour s'entretenir avec certains des participants. Le comte et la comtesse de Wessex ont également rencontré des membres de la foule devant le palais de Buckingham. Les gouverneurs généraux des royaumes du Commonwealth assistent à une réception et à un déjeuner au palais de Buckingham organisés par le roi, la reine consort, le prince et la princesse de Galles, le comte et la comtesse de Wessex, la princesse royale, le duc de Gloucester et sa duchesse Birgitte, le duc de Kent et la princesse Alexandra.
Dans la soirée, à partir de 18 h 0 BST, les huit petits-enfants de la reine (le prince de Galles, le duc de Sussex, les princesses Beatrice et Eugenie, Lady Louise, le Vicomte Severn, Peter Phillips et Zara Tindall) montent la garde auprès du catafalque de leur défunte grand-mère durant 15 minutes (une « Veillée des Princes »). Le prince de Galles et le duc de Sussex — spécialement autorisé par le roi pour l'occasion — portent tous deux l'uniforme. C'est la première fois que les petits-enfants d'un monarque exécutent le rituel.
Plus tard dans la même soirée, un homme de 28 ans tente de s'approcher du cercueil et est arrêté après s'être emparé à deux mains de l'étendard royal servant de drap mortuaire,. Il est accusé d'avoir enfreint la Public Order Act (en) (« loi sur l'ordre public »),. Il est jugé médicalement inapte à participer à la procédure, ayant eu le délire que la reine n'était pas morte ou pas à l'intérieur du cercueil. Il est libéré sous caution à condition d'être interné dans un hôpital psychiatrique. Le même jour, un homme de 52 ans est également arrêté dans les Victoria Tower Gardens juste à l'extérieur de Westminster Hall pour avoir enfreint la Public Order Act. Il dit à une équipe de télévision « Je vais lui dire de sortir de son putain de cercueil parce qu'elle n'est pas morte » et après avoir été éjecté de la file d'attente est arrêté après devient abusif envers la police. Il plaide coupable,.

### 18 septembre
|  |

Le 18 septembre, à 20 h 0 BST, une minute de silence est observée dans tout le Royaume-Uni pour rendre hommage à la reine.
Le 18 septembre, l'ancien archevêque d'York, John Sentamu, raconte à l'émission télévisée de la BBC Sunday with Laura Kuenssberg (en) que la reine avait discuté de la mort avec lui et qu'il avait participé à la planification des arrangements funéraires ; la reine lui dit directement qu'elle ne voulait pas de funérailles « longues et ennuyeuses ».
La veille des funérailles, le compositeur James MacMillan est informé que son morceau de musique sera entendu lors des funérailles. Lui-même n'a jamais entendu la musique récitée.
Westminster Hall est fermé aux visiteurs le matin du 19 septembre. La secrétaire d'État au Numérique, à la Culture, aux Médias et aux Sports Michelle Donelan déclare plus tard qu'environ 250 000 personnes ont fait la queue pour voir le cercueil à Westminster Hall,. Un porte-parole de la Chambre des lords déclare que les passages intenses sur le sol en pierre d'York du XIXe siècle ont provoqué un « délaminage » de certaines parties.

## Funérailles d'État

### Contexte
Le 19 septembre 2022, des funérailles d'État ont lieu à l'abbaye de Westminster, à Londres. Ces funérailles sont les premières d'un monarque britannique dans l'abbaye depuis celles du roi George II en 1760, ainsi que les premières funérailles d'État dans le pays depuis celles de Winston Churchill en 1965. Le mariage d'Élisabeth II et son couronnement ont eu lieu à l'abbaye et les funérailles de la mère de la reine (en), l'épouse de George VI, ont eu lieu à l'abbaye en 2002.
L'opération de police des funérailles d'État est la plus grande opération de police britannique jamais réalisée. Plus de 10 000 policiers y participent, issus de toutes les forces de police du pays. La police métropolitaine précise que 67 personnes ont été arrêtées à Londres avant la fin de l'après-midi dans le cadre de l'opération.

### Arrivée à l'abbaye de Westminster
Des marins de la Royal Navy tirent au moyen de cordages l'affût de canon prévu pour les funérailles d'État depuis Westminster Hall jusqu'à l'abbaye de Westminster. Cette tradition a été appliquée pour les funérailles de Louis Mountbatten — l'oncle du prince Philip — ainsi que pour toutes les funérailles d'État depuis une mésaventure avec les chevaux de trait lors des funérailles de la reine Victoria (en), au cours de laquelle des marins sont intervenus.
|  |

Trois membres conservateurs de la Chambre des communes nommés au gouvernement Truss participent aux cortèges funèbres. Le Vice-Chamberlain of the Household (en) Jo Churchill, le Treasurer of the Household Craig Whittaker et le Comptroller of the Household (en) Rebecca Harris procèdent devant le corbillard. Il n'y a pas de répétitions avant les cortèges et au moment de leur nomination aucun des députés n'était conscient de leur rôle cérémoniel dans les funérailles des monarques. Dans le cas de la nouvelle contrôleuse de la Maison royale, il n'existe aucun précédent d'une femme dans le rôle médiéval, et aucun protocole sur ce qu'une femme devrait porter (les hommes devaient porter des jaquettes ou des uniformes de grande tenue).
À cette occasion deux minutes de silence sont observées à travers le pays à midi heure locale.

### Service funèbre dans l'abbaye de Westminster
Le service funèbre, qui débute à 11 h 0 BST est dirigé par l'archevêque de Cantorbéry, Justin Welby, et le doyen de Westminster David Hoyle (en) pour se terminer à 12 h 15 BST,. Dans l'abbaye de Westminster, qui peut accueillir jusqu'à 2 200 personnes, l'assistance comprend quelque deux mille invités, dont cinq cents chefs d'État et dignitaires étrangers (en). En raison du nombre limité de sièges, les chefs d'État ne sont accompagnés que de leur conjoint et il leur avait été demandé de restreindre leurs délégations. Le doyen et les chanoines du Chapitre de Westminster (en) portent de nouvelles chapes noires fabriquées pendant trois ans par la Guild of Saint Faith (« Guilde de Sainte Foi ») rattachée à l'abbaye.
Après que l'archevêque de Cantorbéry a donné le commandation, le chœur chante l'antienne composé par James MacMillan pour l'occasion et basé sur le huitième chapitre de l'épître aux Romains, l'un des passages scripturaires préférés de la reine,. Le doyen de Westminster lit ensuite la bénédiction. Le Last Post est joué par les trompettistes de l'État, entamant un silence de deux minutes dans tout le pays, suivi du Le Réveil (en). La congrégation chante ensuite God Save the King sur une musique arrangée par Gordon Jacob. Le major Paul Burns, le sonneur de cornemuse attitré de la défunte reine (Piper to the Sovereign (en)), membre du Royal Regiment of Scotland, conclut le service religieux en jouant un air de lamentation choisi par elle, Sleep, Dearie, Sleep (« Dors, chérie, dors »). L'orgue joue Fantaisie et fugue en do mineur de Jean-Sébastien Bach alors que les primats de Cantorbéry et d'York conduisent les clercs, le cercueil et les personnes royales en deuil hors de l'église en procession. Une récitation de la Sonate pour orgue d'Edward Elgar est jouée après la fin du service.
Parmi l'assistance, figurent notamment : 
De nombreux membres de la famille royale sont présents dans l'abbaye de Westminster, parmi lesquels les descendants suivants de la reine :
En addition à la Première ministre du Royaume-Uni, Liz Truss, et son époux Hugh O'Leary (en), tous les anciens Premiers ministres vivants, John Major, Tony Blair, Gordon Brown, David Cameron, Theresa May et Boris Johnson, sont présents, avec leurs conjoints.

### Après le service funèbre
À 12 h 15 BST, le cercueil est emmené en procession de l'abbaye de Westminster à l'arc de Wellington sur l'affût de canon d'État (Royal Navy State Funeral Gun Carriage), tiré par 98 marins de la Royal Navy. La procession fait plus d'un mille de long. La procession est divisée en sept corps de soldats, chacun avec sa propre musique militaire.
La procession de l'abbaye de Westminster à Hyde Park Corner est précédée par des policiers à cheval de la Police métropolitaine et de la Gendarmerie royale du Canada. À leur suite, les musiques militaires des The Rifles et de la Brigade de Gurkhas. Derrière eux viennent des représentants de Malte, de la Royal Ulster Constabulary et du National Health Service, récipiendaires collectifs de la croix de George.
Le Royal Navy State Funeral Gun Carriage est précédé d'une escorte à cheval de la Household Cavalry, accompagnée d'un cheval de tambour (Drum Horse) et d'un trompettiste d'État à cheval. Derrière eux, le Major-General commanding the Household Division (en), son aide de camp, et le brigade major (en) de la Household Division conduisent les hérauts, les poursuivants et les rois d'armes, ainsi que la Dame huissière de la verge noire et le comte-maréchal. Derrière le comte maréchal viennent les musiques régimentaires des Scots Guards et des Coldstream Guards. Derrière la musique régimentaire des gardes défilent le capitaine (en) de l'honorable Corps de gentilshommes d'armes, le capitaine-général de la Royal Company of Archers et le capitaine des Yeomen of the Guard (en). Le cercueil lui-même suit, transporté par le State Gun Carriage tiré par des marins harnachés. Le cercueil est gardé de chaque côté par six gardes grenadiers, sept gentilshommes d'armes, sept yeomen de la garde et trois archers royaux.

Le cortège royal sur The Mall.
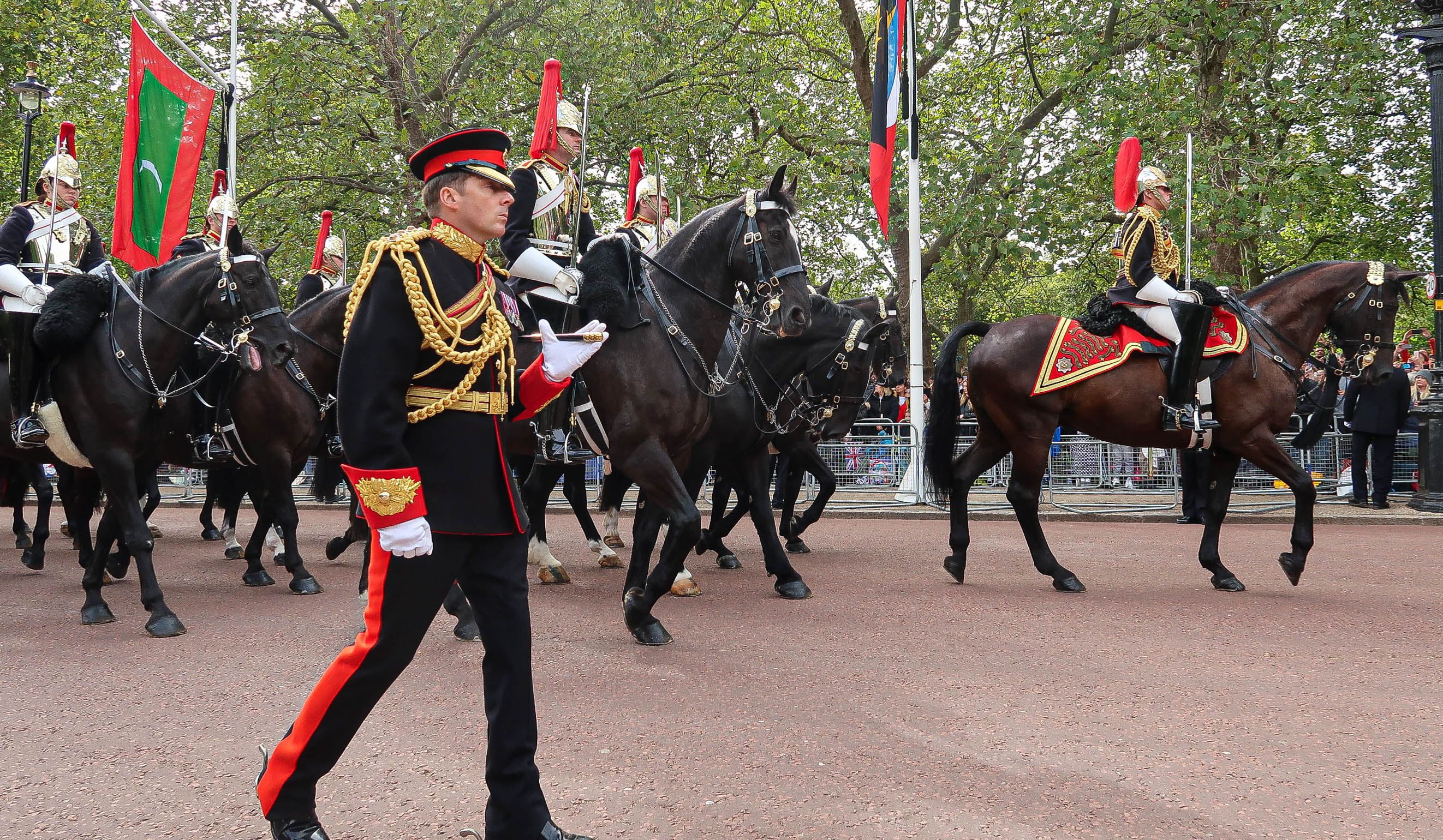
Escorte à cheval des Blues et Royals (en).
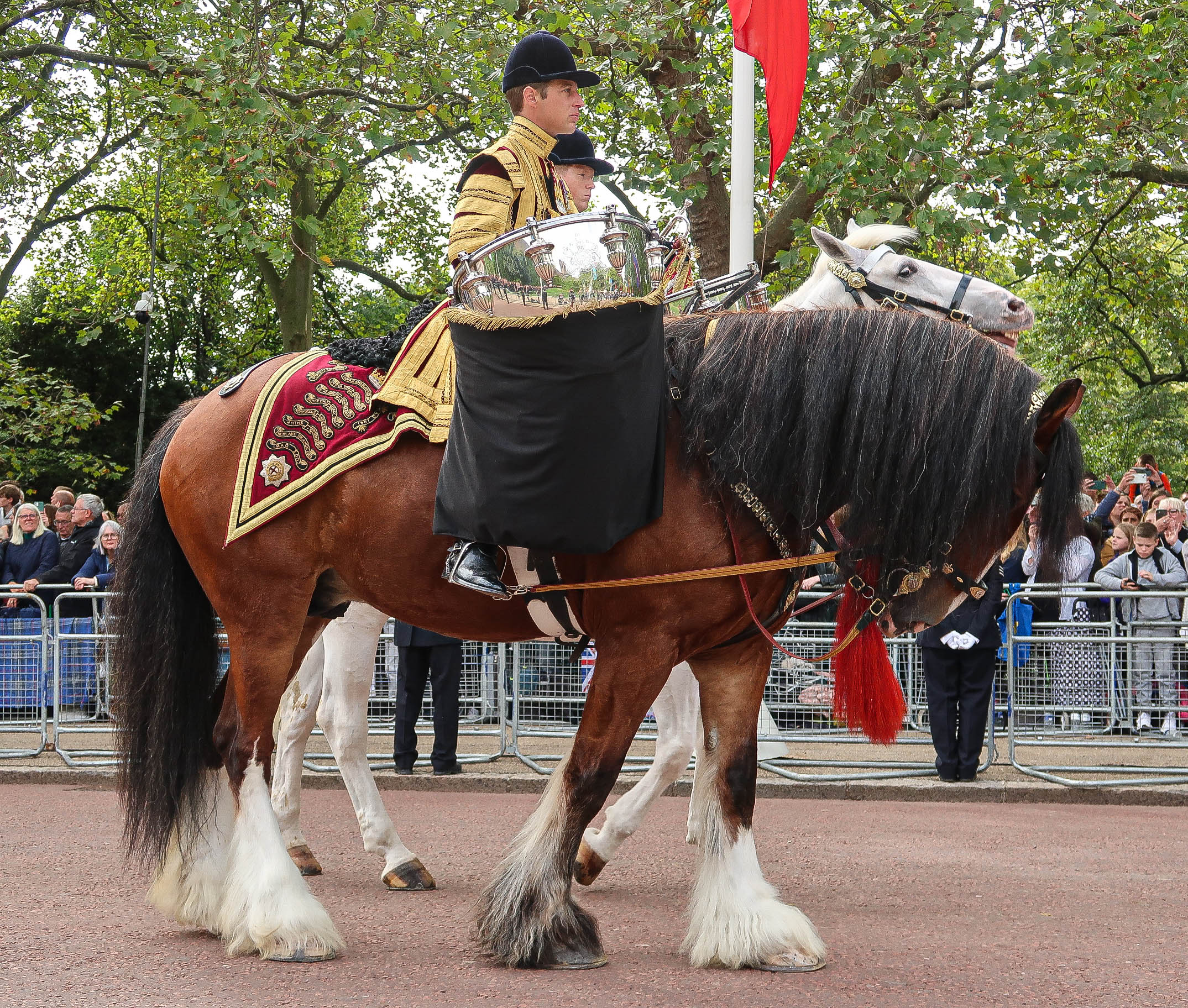
Cheval de tambour et trompettiste d'État.
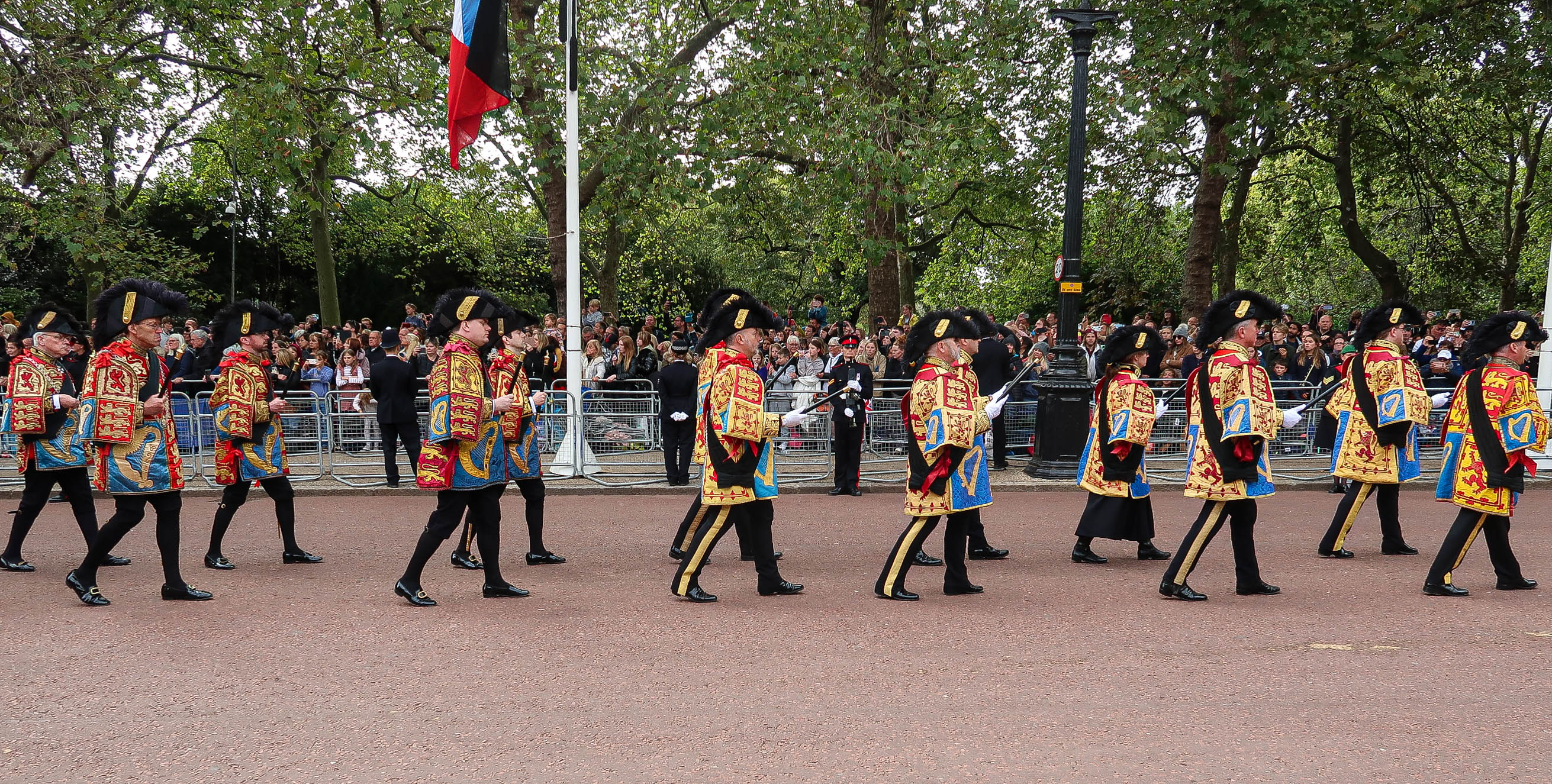
Hérauts et poursuivants écossais et anglais.
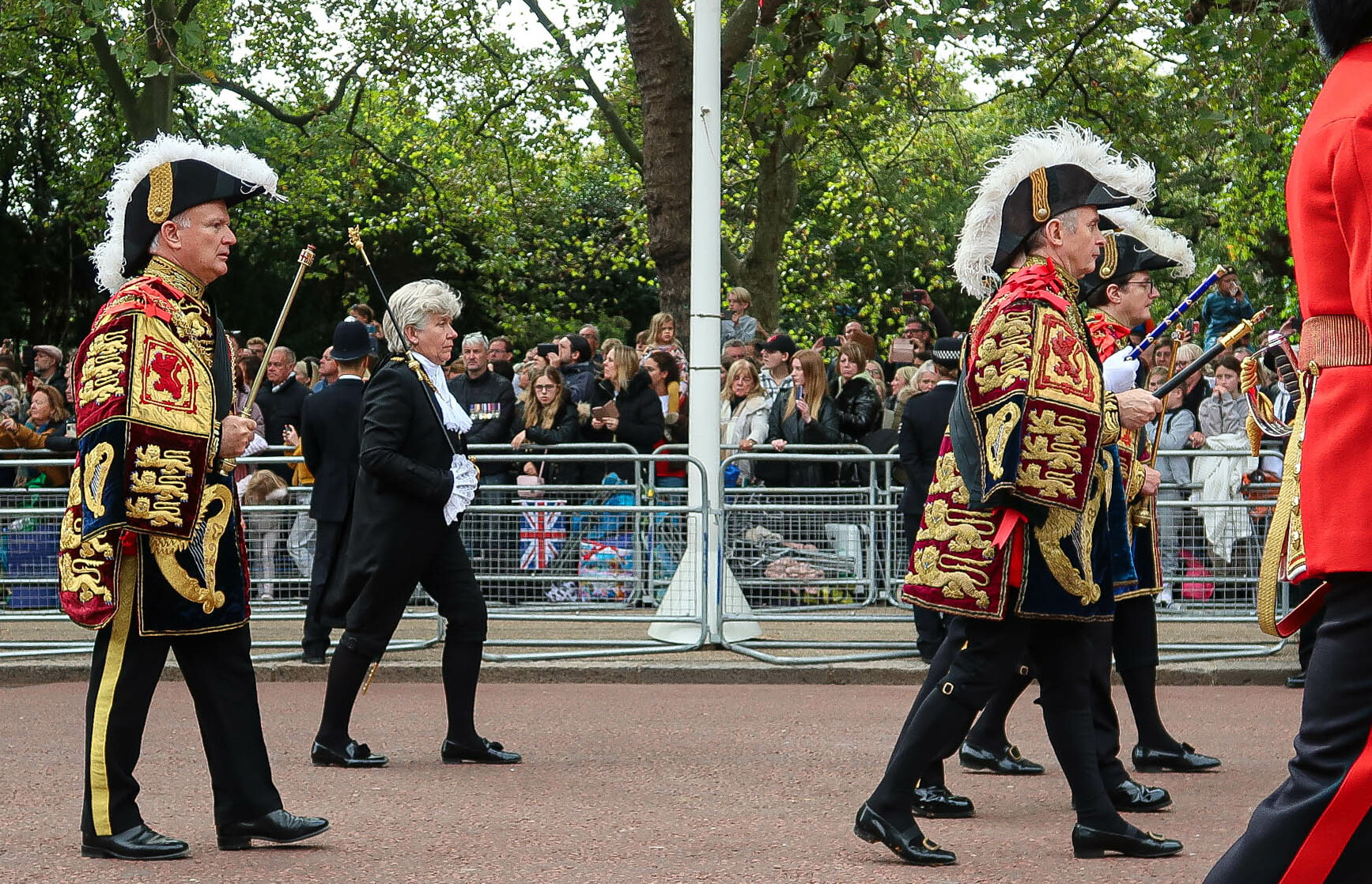
Rois d'armes et Black Rod.
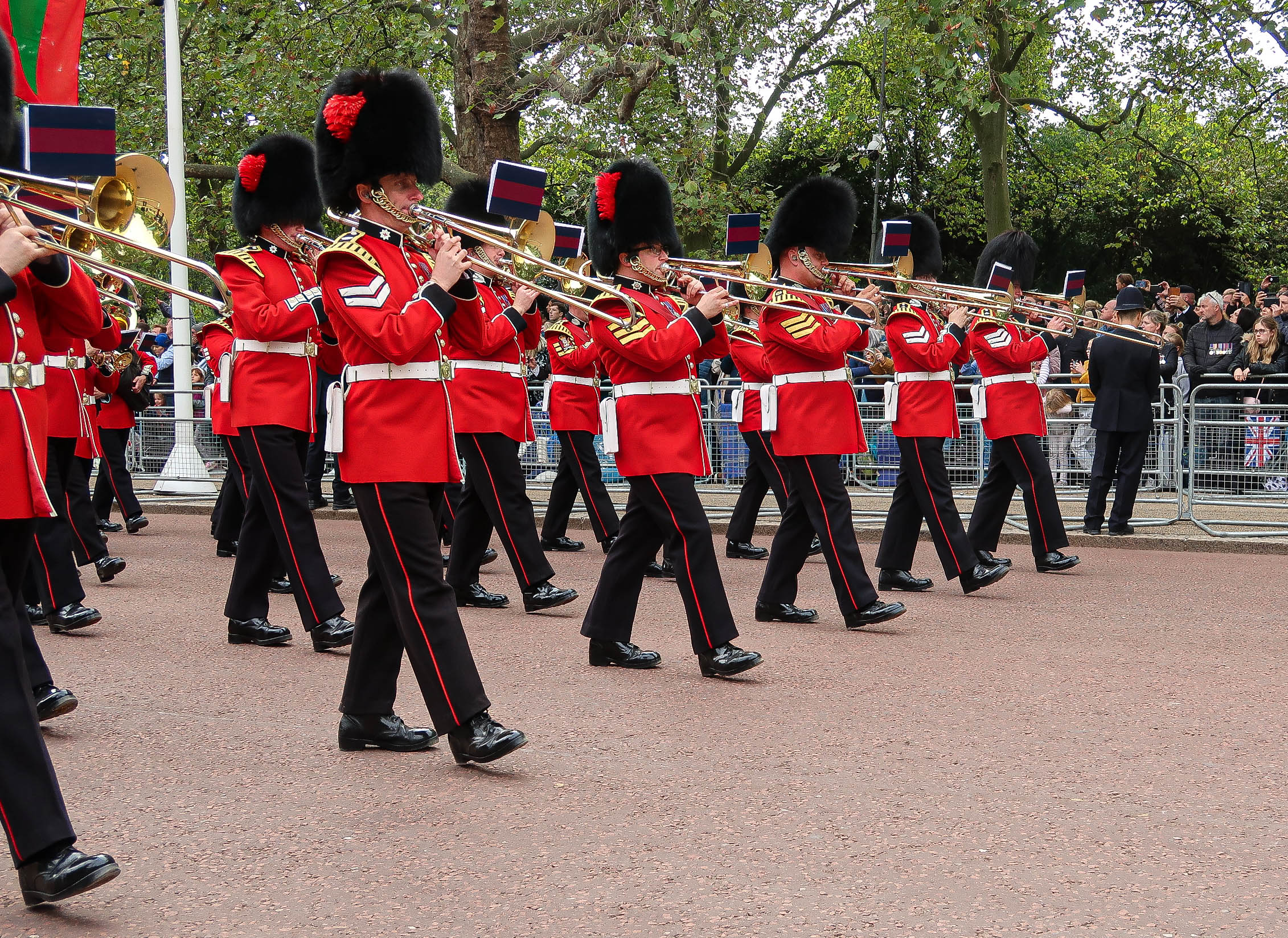
Musiques (Scots Guards et Coldstream Guards).
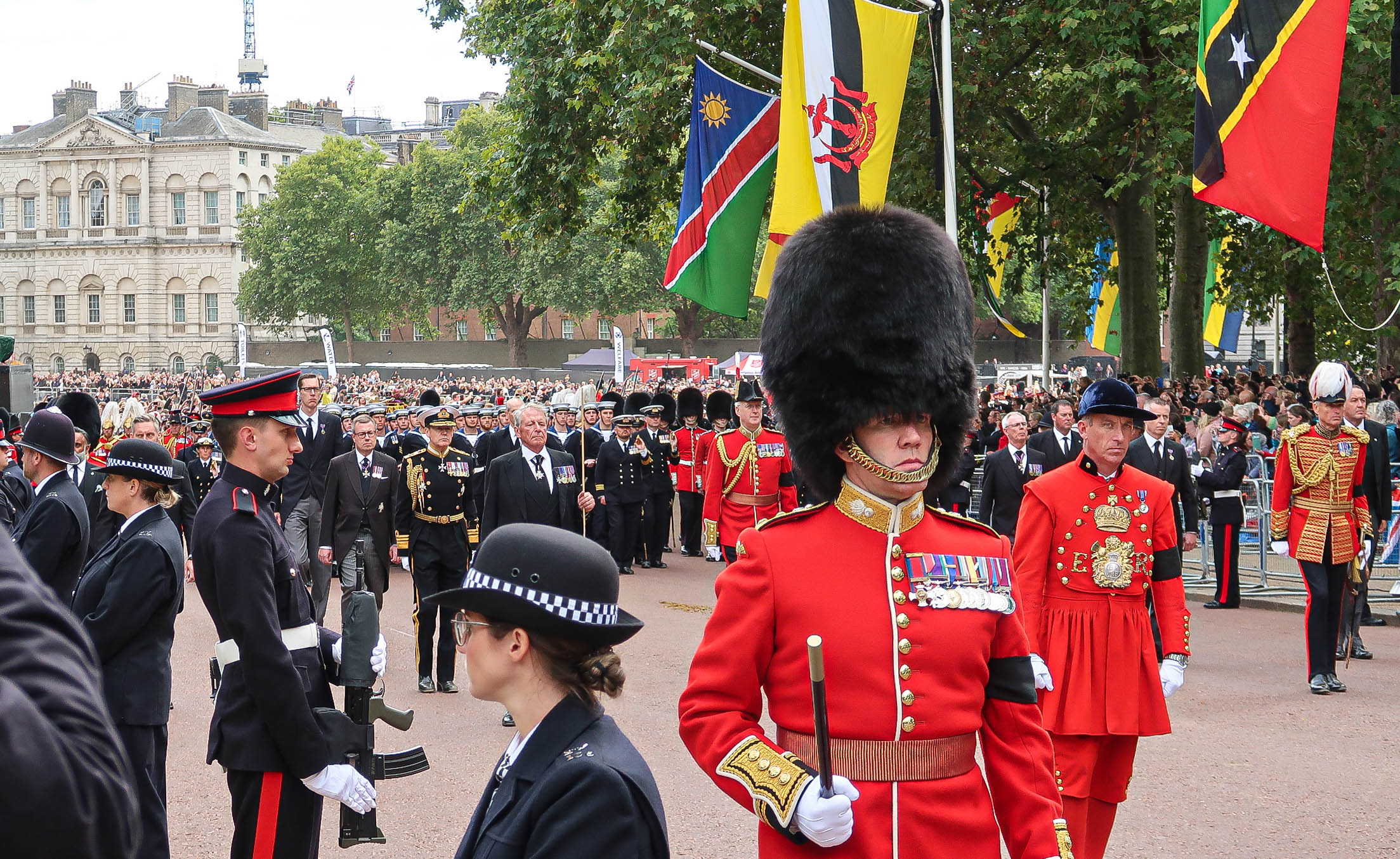
Membres du personnel de la maison royale.
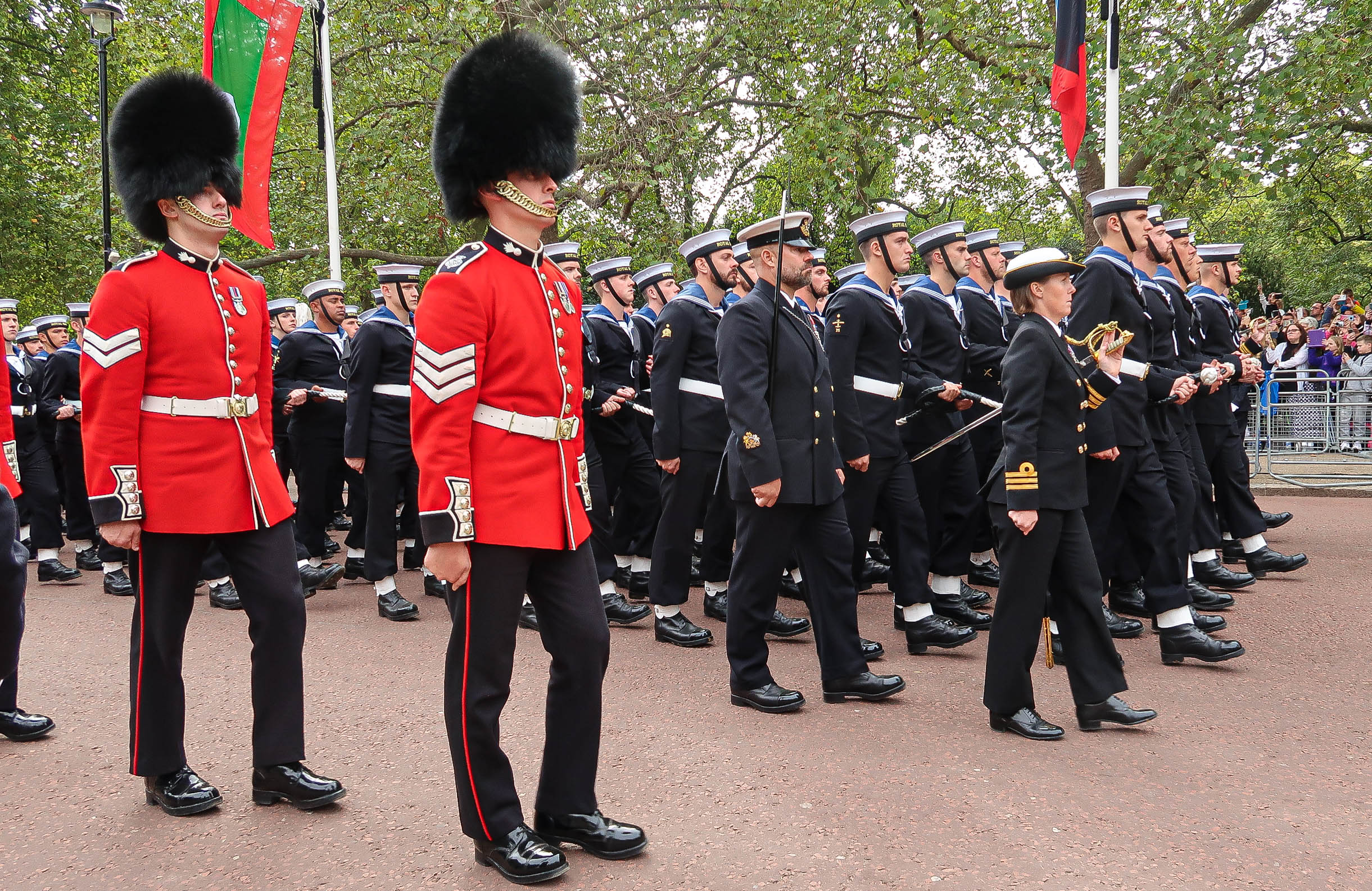
Marins tirant le State Gun Carriage (en).
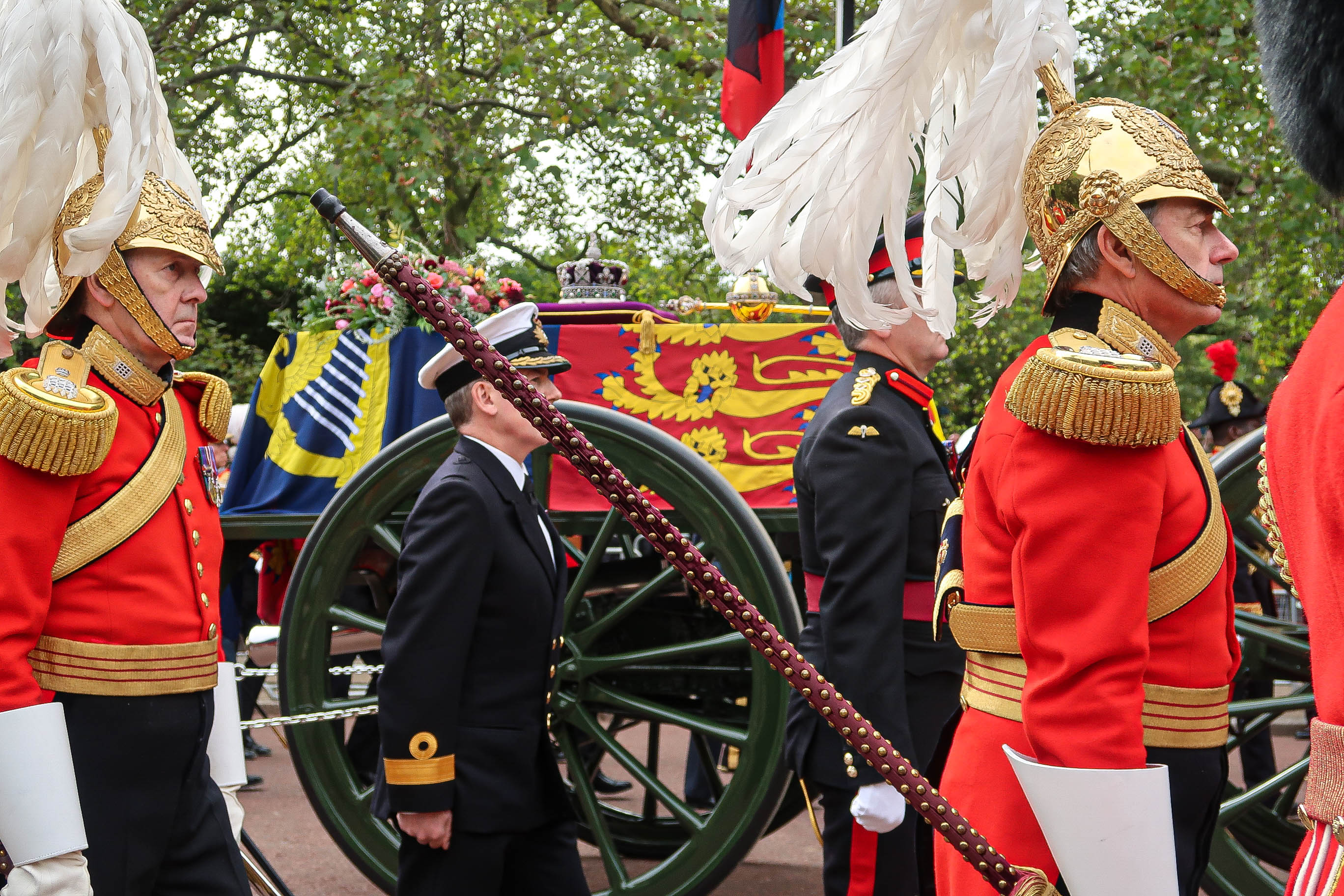
Gentilshommes d'armes et l'affut du canon.
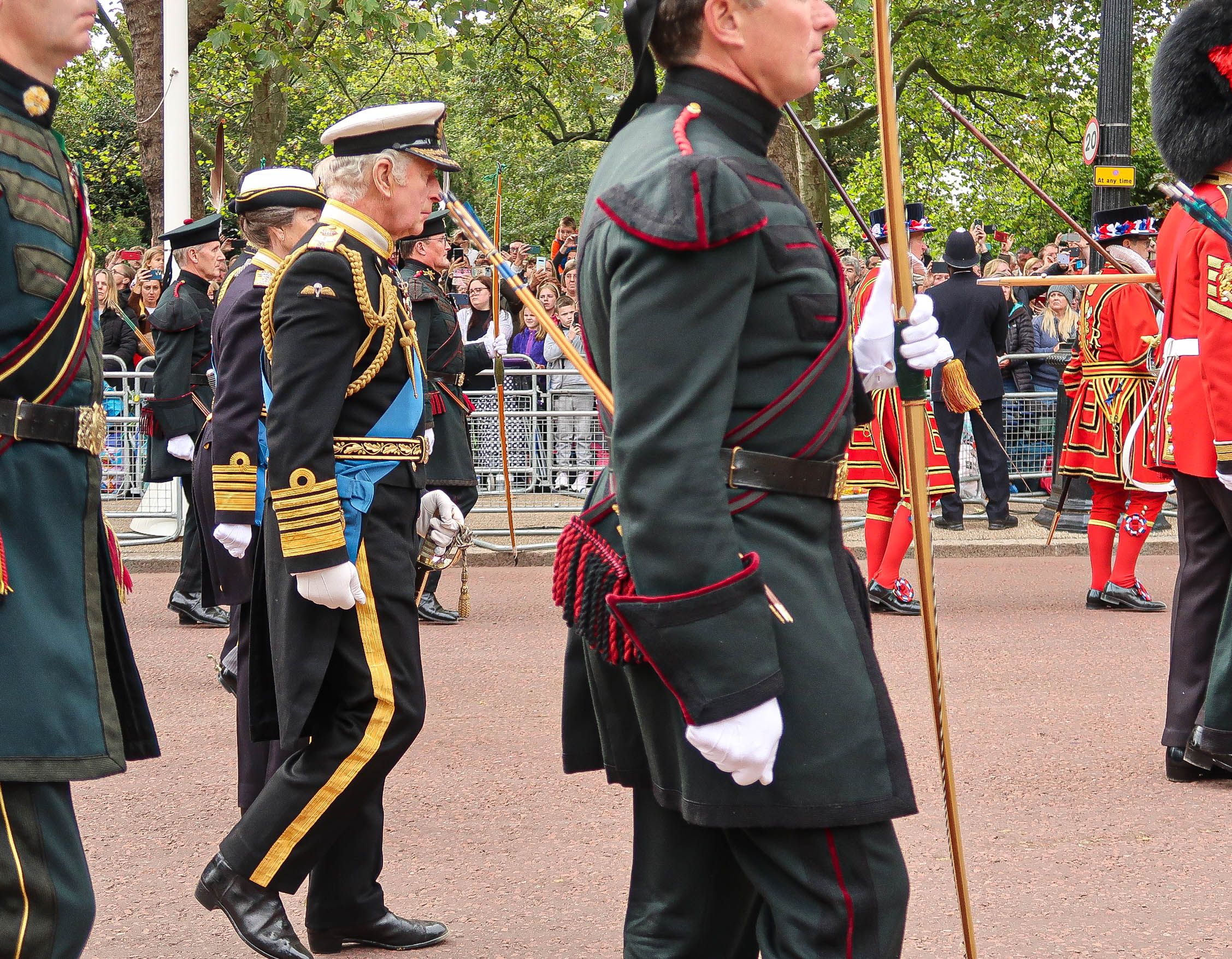
Charles III, Anne et archers royaux.
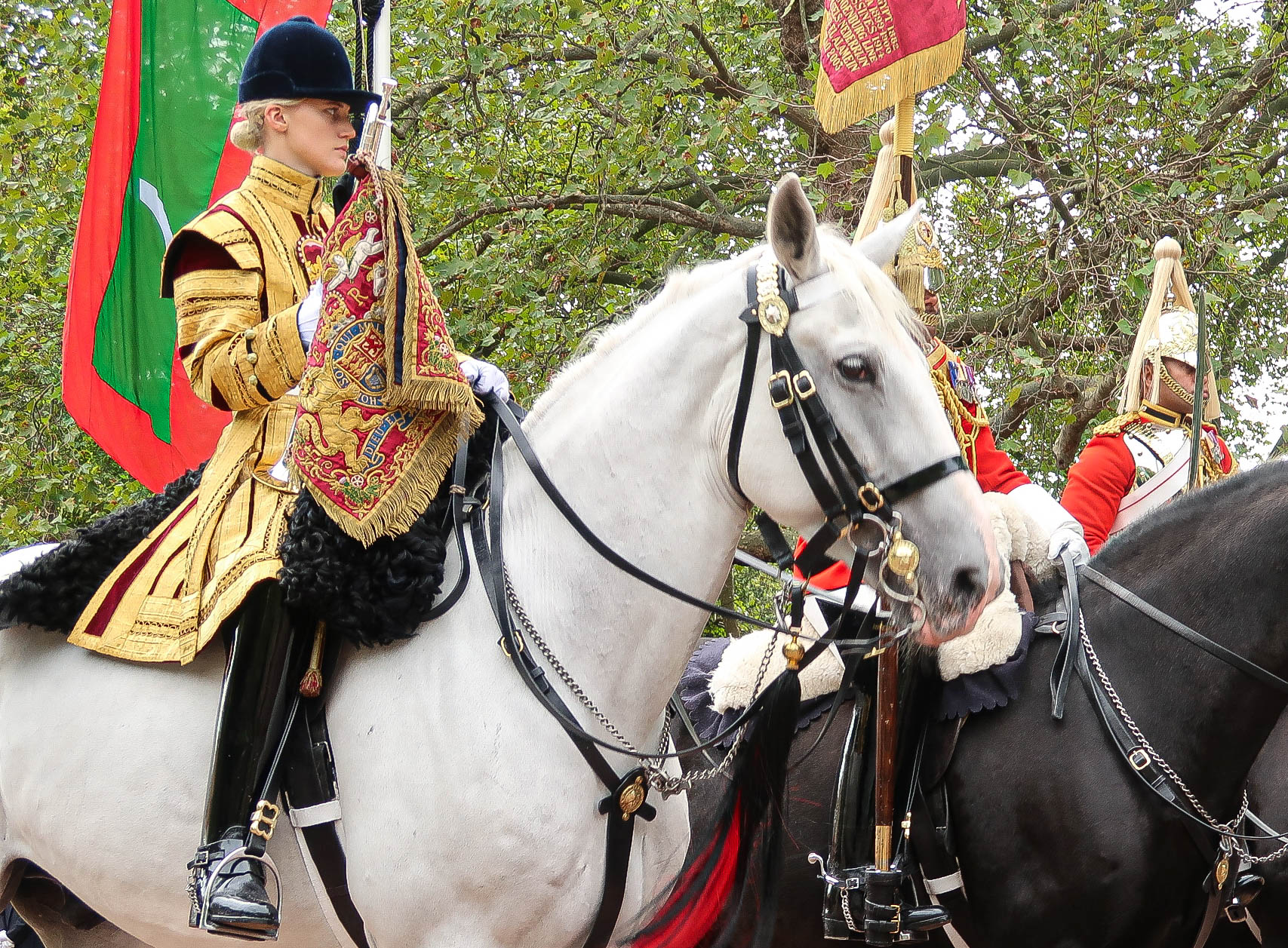
Trompettiste d'État et porte-drapeau.
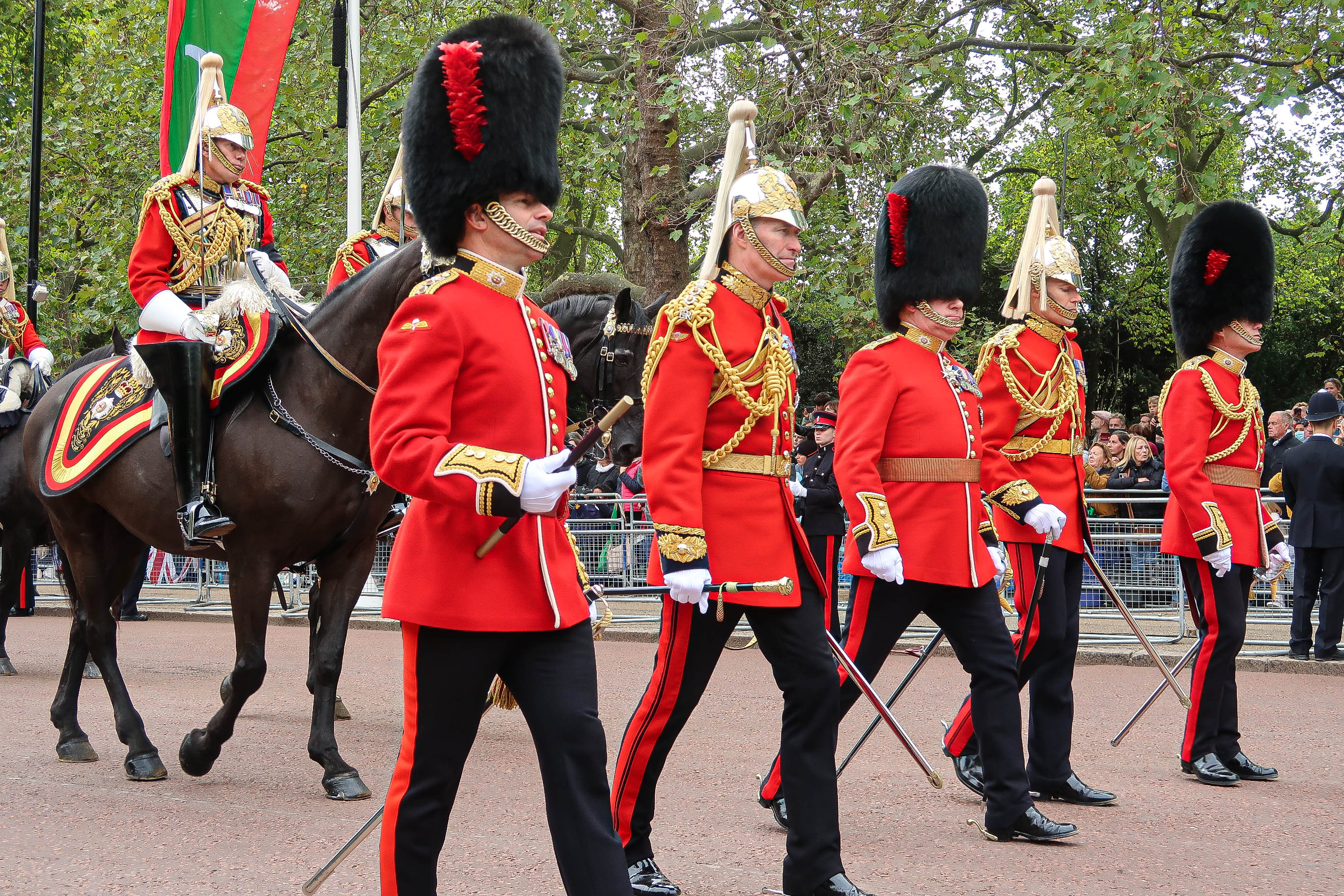
Officiers supérieurs de la Household Division.
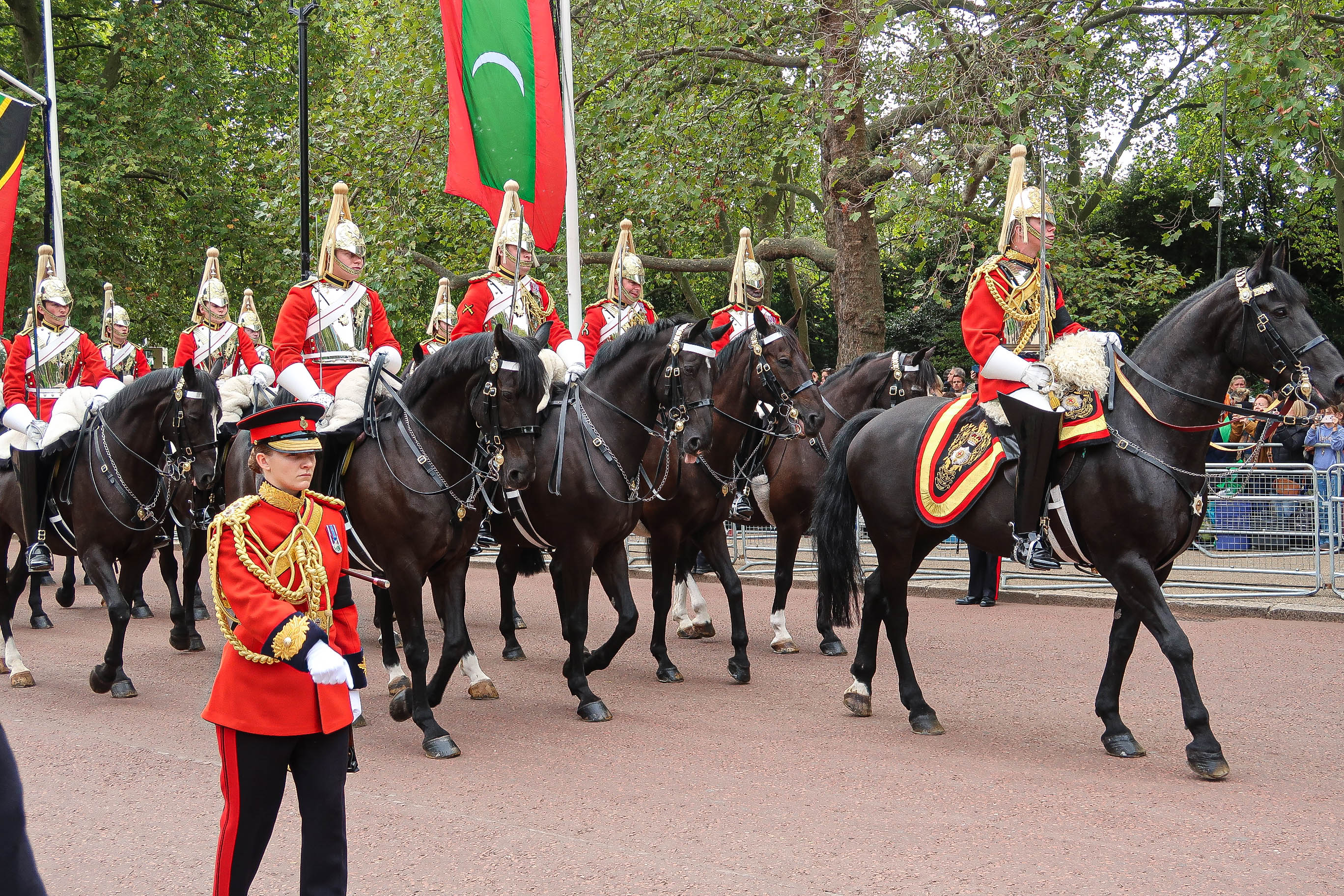
Escorte à cheval des Life Guards.

Le roi et les autres enfants d'Élisabeth marchent derrière l'affût de canon. Derrière eux marchent ses petits-fils mâles : le prince de Galles, le duc de Sussex et Peter Philips. Derrière eux viennent le neveu d'Élisabeth, le comte de Snowdon, le cousin d'Élisabeth, le duc de Gloucester et le gendre d'Élisabeth, l'amiral Laurence. La reine consort et la princesse de Galles, la comtesse de Wessex et la duchesse de Sussex et les princesses Béatrice et Eugénie se sont jointes au cortège en voitures. Derrière elles marchent le Field Officer in Brigade Waiting (en), le Silver Stick in Waiting (en), le colonel des Coldstream Guards, le Gold Stick in Waiting (en), le Adjutant in Brigade Waiting, le Silver Stick Adjutant, et le Crown Equerry (en). Parvenu à l'arc de Wellington, le cercueil est transféré dans le corbillard d'État pour son dernier voyage vers le château de Windsor. La foule jette des fleurs au passage du véhicule.
Le corbillard d'État arrive à Windsor juste après 15 h 0 BST et continue en procession à pied sur la longue promenade (Long Walk) du château de Windsor à travers le Windsor Great Park. La foule et des membres des forces armées bordent l'avenue de trois milles (5 km). Le roi et les principaux membres de la famille royale ont rejoint le cortège dans le quadrilatère du château de Windsor. Les cloches du chateau — la cloche de Sébastopol et la cloche de la tour du couvre-feu — sonnent à chaque minute et des coups de feu sont tirés depuis le parc du château,.

## Inhumation

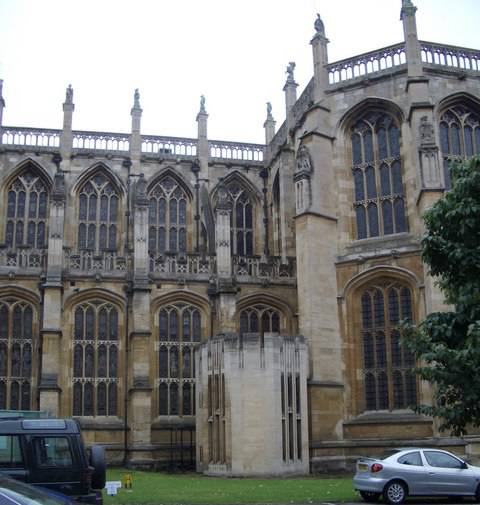
La chapelle commémorative du roi George VI en 2003.

Juste après 16 h 0 BST, le cortège funèbre parvient à la chapelle Saint-Georges.
En présence d'une assistance plus petite et plus intime d'environ 800 invités, le service funèbre est dirigé par le doyen de Windsor David Conner, avec la bénédiction de l'archevêque de Cantorbéry Justin Welby. Le service, dont l'assistance est en grande partie composée d'anciens et actuels membres du personnel de la maison et des domaines privés de la reine, respecte des traditions symbolisant la fin de son règne.
Alors que le cercueil est amené en procession à travers la nef jusqu'au chœur, le chœur chante le psaume 121 sur une musique de Henry Walford Davies. Lorsque la congrégation est assise, le chœur chante le Kontakion russe des défunts avec des paroles traduites par William J. Birkbeck sur la mélodie de Kiev arrangée par Walter Parratt. Le doyen de Westminster lit une bidding prayer (en) et la congrégation chante l'hymne All My Hope on God is Founded (en) sur une musique d'Herbert Howells, avec des paroles traduites par Robert Bridges de l'hymne allemand de Joachim Neander. Le doyen de Windsor lit Apocalypse 21 (en).
Les prières sont lues par le recteur de l'église Sainte-Marie-Madeleine de Sandringham, le ministre de Crathie Kirk (en) et le chapelain de la chapelle royale de tous les saints à Windsor Great Park. Après la récitation en congrégation du Notre Père, le chœur chante le motet, avec des paroles de John Donne sur une musique de William Henry Harris (en). Les insignes royaux, le sceptre, puis l'orbe et enfin la couronne impériale d'apparat, sont retirés du dessus du cercueil par le joaillier de la Couronne (en) et mis sur l'autel de la chapelle. La congrégation chante l'hymne du VIe siècle Angularis fundamentum avec des paroles traduites par John Mason Neale sur une musique basée sur O God, thou art my God de Henry Purcell.
À la fin du dernier hymne, le roi place le drapeau du camp de la Queen's Company des Grenadier Guards sur le cercueil. Au même moment, le lord-chambellan Andrew Parker brise son bâton de fonction et le place sur le cercueil, signalant la fin de son service à la souveraine en tant que plus haut fonctionnaire de la maison royale,.
Le cercueil de la reine est ensuite descendu dans le caveau royal situé en-dessous de la chapelle. Alors que le cercueil descend, le doyen de Windsor lit le psaume 103 et la prière Proficiscere, anima christiana (de),. Le roi d'armes de l'ordre de la Jarretière prononce les styles et les titres de feu la reine. Le cornemuseur-major James M. Banks joue A Salute to the Royal Fendersmith. Le roi d'armes de l'ordre de la Jarretière annonce les styles et titres du nouveau roi Charles III avant une bénédiction par l'archevêque de Cantorbéry et l'interprétation du God Save the King. La prestation de musique cornemuse à Windsor avait été expressément demandée par la reine, a déclaré le palais de Buckingham. Le voluntary est le prélude et fugue en ut mineur (BWV 847) de Jean-Sébastien Bach.
Dans la soirée, à 19 h 30 BST, lors d'un service familial privé, la reine est inhumée avec son défunt mari, le duc d'Édimbourg, dans le caveau funéraire de la chapelle commémorative du roi George VI, que la reine avait fait elle-même construire dans les années 1960, située à l'intérieur de la chapelle Saint-Georges.
- GEORGE VI
- 1895–1952
- ELIZABETH
- 1900–2002
- ELIZABETH II
- 1926–2022
- PHILIP
- 1921–2021

Le 21 septembre, la maison royale annonce que la nouvelle pierre tombale a été gravée. La nouvelle pierre, comme l'ancienne, est en « marbre » noir belge, sculptée à la main et marquetée de lettres en laiton. La pierre est extraite des carrières à Golzinne, en province de Namur. Sur la plaque en marbre noir où figurent déjà les noms et dates des parents de la reine est gravée l'inscription : « ELIZABETH II 1926-2022 », suivi du nom et des dates de son mari,. Comme les monarques et leurs épouses étaient membres de l'ordre de la Jarretière (Order of the Garter), une étoile de la Jarretière (Garter star) en métal se trouve au centre de la pierre,. La première image de la nouvelle pierre tombale de la chapelle est publiée par la maison royale le 24 septembre. Le 29 septembre, des centaines de personnes font la queue pour entrer dans le château et voir la chapelle funéraire lorsque la période de « deuil royal » prend fin et que le château est à nouveau ouvert au public payant.

## Succession
Le roi Charles III succède à sa mère Élisabeth II en tant que roi du Royaume-Uni et des autres royaumes du Commonwealth, dès l'instant de la mort de la reine. Charles est le premier monarque à accéder au trône en Écosse depuis l'Union des Couronnes et l'accession du roi écossais Jacques VI (r. 1567–1625) aux trônes anglais et irlandais après la mort d'Élisabeth Ire (r. 1558–1603). Le peuple écossais étant dès lors placé au cœur des cérémonies funéraires, ce qui n'aurait pas été le cas si la reine était morte en Angleterre. Le roi déclare le jour même en son hommage dans un communiqué diffusé par le palais de Buckingham :
« The death of my beloved Mother, Her Majesty The Queen, is a moment of the greatest sadness for me and all members of my family. We mourn profoundly the passing of a cherished Sovereign and a much loved Mother. I know her loss will be deeply felt throughout the country, the Realms and the Commonwealth, and by countless people around the world. During this period of mourning and change, my family and I will be comforted and sustained by our knowledge of the respect and deep affection in which The Queen was so widely held. »
— Charles III, A statement from his majesty the King at the time of the Queen's death.

« Le décès de ma mère bien-aimée, Sa Majesté la Reine, est un moment de très grande tristesse pour moi et tous les membres de ma famille. Nous pleurons profondément la disparition d'une souveraine chérie et d'une mère bien aimée. Je sais que sa perte sera profondément ressentie dans tout le pays, les royaumes et le Commonwealth, ainsi que par d'innombrables personnes dans le monde entier. Pendant cette période de deuil et de changement, ma famille et moi serons réconfortés et soutenus par notre connaissance du respect et de la profonde affection dans lesquels la Reine était si largement tenue. »
— A statement from his majesty the King at the time of the Queen's death.

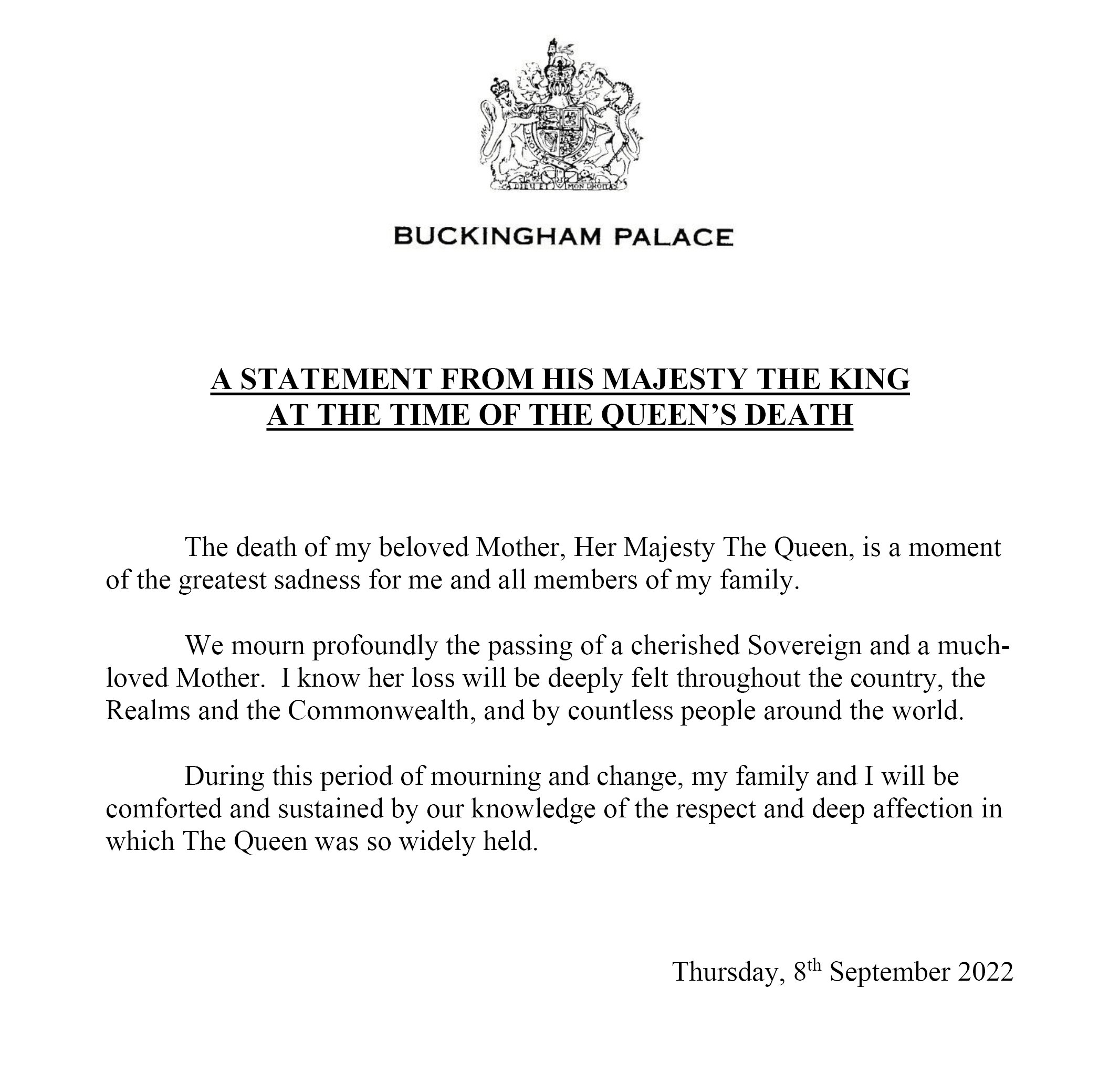
Déclaration du roi Charles III (roi du Royaume-Uni) concernant la mort de la reine Élisabeth II, sa mère.

Selon les dispositions de Act of Settlement 1701, le règne du nouveau roi commence immédiatement à la mort du précédent monarque. L'annonce solennelle du nouveau titre du roi est confirmée par le Conseil d'accession au palais Saint James composé du Conseil privé, du lord-maire de Londres et d'autres fonctionnaires. Les six anciens Premiers ministres britanniques vivants sont présents : John Major, Tony Blair, Gordon Brown, David Cameron, Theresa May et Boris Johnson. La séance du conseil est télévisée pour la première fois, sur décision du roi lui-même,. Personne ne se souvient du précédent Conseil d'Accession en 1952 ; Élisabeth elle-même était la dernière participante survivante.
Le lord président du Conseil, Penny Mordaunt, annonce officiellement la mort du monarque à la session du Conseil d'Accession. Le greffier du Conseil privé, Richard Tilbrook lit la Accession Proclamation, confirmant ainsi le nom du nouveau monarque. La proclamation est signée par les membres de la famille royale, par le Premier ministre britannique, l'archevêque de Cantorbéry, le lord grand chancelier et le comte-maréchal. Le lord président du Conseil ordonne que la proclamation soit diffusée et que des salves d'artillerie soient tirées à la Tour de Londres et à Hyde Park. La proclamation est ensuite lue au grand public depuis le balcon de Friary Court (en) par le Garter Principal King of Arms (en), accompagné du comte-maréchal et de ses autres officiers héraldiques.
La proclamation est accompagnée de fanfares des trompettes d'État de la musique régimentaire (en) de la Household Cavalry. La Garde du Roi au palais Saint James est montée par la 7e compagnie des Coldstream Guards. La musique régimentaire de ce régiment est également présente. Les saluts royaux sont tirés de Hyde Park et de la Tour de Londres. La King's Troop, Royal Horse Artillery tire un salut de coups de feu de six canons de 13 livres (QF 13-pounder gun (en)) à Hyde Park (les canons sont tirés par trente-six chevaux ; soixante et onze chevaux font partie de la procession de Wellington Barracks au parc). L'Honourable Artillery Company tire le salut de soixante-deux coups depuis la Tour de Londres. Bien que le salut royal habituel soit de vingt et un coups, le parc royal de Hyde Park est honoré de vingt coups supplémentaires. De même, la Tour de Londres, en tant que forteresse royale, salue d'une vingtaine de coups supplémentaires. Les vingt coups supplémentaires démontrent la loyauté de la cité de Londres. Au même moment, des salves de vingt-et-un coups sont tirées à York par le 4e régiment Royal Artillery (en) et à Colchester par le F (Sphinx) Parachute Battery Royal Horse Artillery (en). Au château de Cardiff, le 104e régiment Royal Artillery tire une salve de vingt-et-un coups. À Guernesey, une salve de vingt-et-un coupsest tirée depuis le château Cornet.
Le roi est présent lors de la deuxième partie de la session du Conseil d'Accession. Il commémore la défunte reine et déclare ses engagements envers la constitution. Le roi déclare que le jour des funérailles royales sera un jour férié, bien que la date de la cérémonie n'ait pas été annoncée,. Selon les dispositions des actes d'Union de 1707, le roi jure et signe deux exemplaires d'un serment de protéger l'Église d'Écosse. La forme actuelle du serment est déterminée par le Accession Declaration Act 1910 (en).
| - Le Company of Pikemen and Musketeers (en) et musique régimentaire de l'Honourable Artillery Company et les autorités municipales devant le Royal Exchange. - Les trompettes d'État parmi la musique militaire (en) de la Household Cavalry devant la Mansion House, siège du lord-maire de Londres en face du Royal Exchange. |

Le Conseil d'Accession se tient généralement dans les vingt-quatre heures suivant la mort du monarque ; en l'occurrence, le conseil s'est tenu le matin du 10 septembre. La date du couronnement de Charles III n'est alors pas fixée. Le couronnement de sa mère Élisabeth avait par exemple eu lieu 16 mois après sa proclamation comme reine.
Le lendemain de la lecture de la proclamation principale à Londres, la proclamation est lue au public sur tout le territoire britannique. À Édimbourg, la proclamation est lue au public depuis la Mercat Cross par le Lord Lyon Joseph Morrow (en), le héraut en chef de l'Écosse, accompagné des trompettes d'État, des autres hérauts écossais, du Lord Provost d'Édimbourg, du shérif principal de Lothian et des Borders (en), et d'autres fonctionnaires de la cité. Cette première proclamation est, dit-on, adressée aux habitants d'Écosse. Une seconde lecture par le Lord Lyon au pont-levis du château serait adressée aux citoyens d'Edimbourg. À Cardiff, la mort et la succession sont lues sur une estrade dans l'enceinte du château. La proclamation est lue en gallois par le lord-lieutenant du South Glamorgan, Morfudd Meredith, et en anglais par le Wales Herald (en), Thomas Lloyd. En Irlande du Nord, la proclamation est lue depuis l'entrée officielle du château de Hillsborough par le Norroy and Ulster King of Arms (en), Robert Noel (en). Dans toute l'Angleterre et le pays de Galles, la proclamation est lue au grand public par les haut-shérifs, les maires, les lord-maires et autres. En Cornouailles, la proclamation royale est lue devant la cathédrale de Truro, en anglais par le haut shérif de Cornouailles (en) Andrew Williams et en cornique par le grand barde du Gorsedh Kernow, Pol Hodge. Dans les Hébrides extérieures, la proclamation royale est lue à Stornoway en anglais par le shérif principal de Grampian, Highland and Islands (en) Gordon Lamont et pour la première fois en gaélique écossais par le directeur général du Comhairle nan Eilean Siar (en) Calum Iain MacIver,,.
Le 12 septembre, le roi et la reine consort Camilla s'envolent pour l'aéroport d'Édimbourg, où ils rencontrent sur le tarmac Nicola Sturgeon, la Première ministre d'Écosse, Alister Jack, le secrétaire d'État pour l'Écosse, et Robert Aldridge, le Lord Provost,. Ils se rendent ensuite au palais de Holyroodhouse. Après que le roi et la reine aient salué à pied la foule à l'extérieur du palais, le roi inspecte la garde d'honneur des soldats du Royal Regiment of Scotland et reçoit les clés d'Édimbourg du Lord Provost lors de la cérémonie des clés (en), les rendant à nouveau aux autorités de la ville,.
Le 13 septembre, le roi et la reine consort se rendent à Belfast puis visitent le château de Hillsborough, résidence officielle du monarque en Irlande du Nord. Ils assistent ensuite à une exposition qui met en évidence les liens de la reine Élisabeth avec l'Irlande du Nord. Le roi rencontre ensuite Chris Heaton-Harris, Secrétaire d'État pour l'Irlande du Nord et les chefs de parti. Le président de l'Assemblée d'Irlande du Nord délivre un message de condoléances. Après une courte réception à Hillsborough, le roi et la reine consort se rendent à la Cathédrale Sainte-Anne de Belfast avant de quitter la ville pour Londres.
Le 16 septembre, le roi et la reine consort visitent le pays de Galles, concluant leur tournée des quatre nations du Royaume-Uni. Ils arrivent au château de Cardiff, alors que les membres des trois forces armées marquent l'occasion par une salve au canon et une cérémonie. Le public, dont certaines personnes ont attendu toute la nuit afin d'assister à la première visite royale du nouveau règne, est autorisé à entrer l'intérieur du château.
On note une protestation silencieuse de 100 personnes contre la monarchie organisée par les syndicats et les militants pour l'égalité. Le couple royal commence par assister à un service de prière et de réflexion pour la reine à la cathédrale de Llandaff,. L'archevêque du pays de Galles prononce un discours en anglais et en gallois,. La cérémonie comprenait également une prière galloise, interprétée par la chorale et les harpistes. Après le service religieux, le roi et la reine consort rencontrent le public. Ils se rendent ensuite au parlement gallois (en gallois : Senedd) pour recevoir leurs condoléances, puis le roi s'adresse au parlement en anglais et en gallois. Au château de Cardiff, le roi reçoit en audience le Premier ministre du pays de Galles, Mark Drakeford.

## Réactions

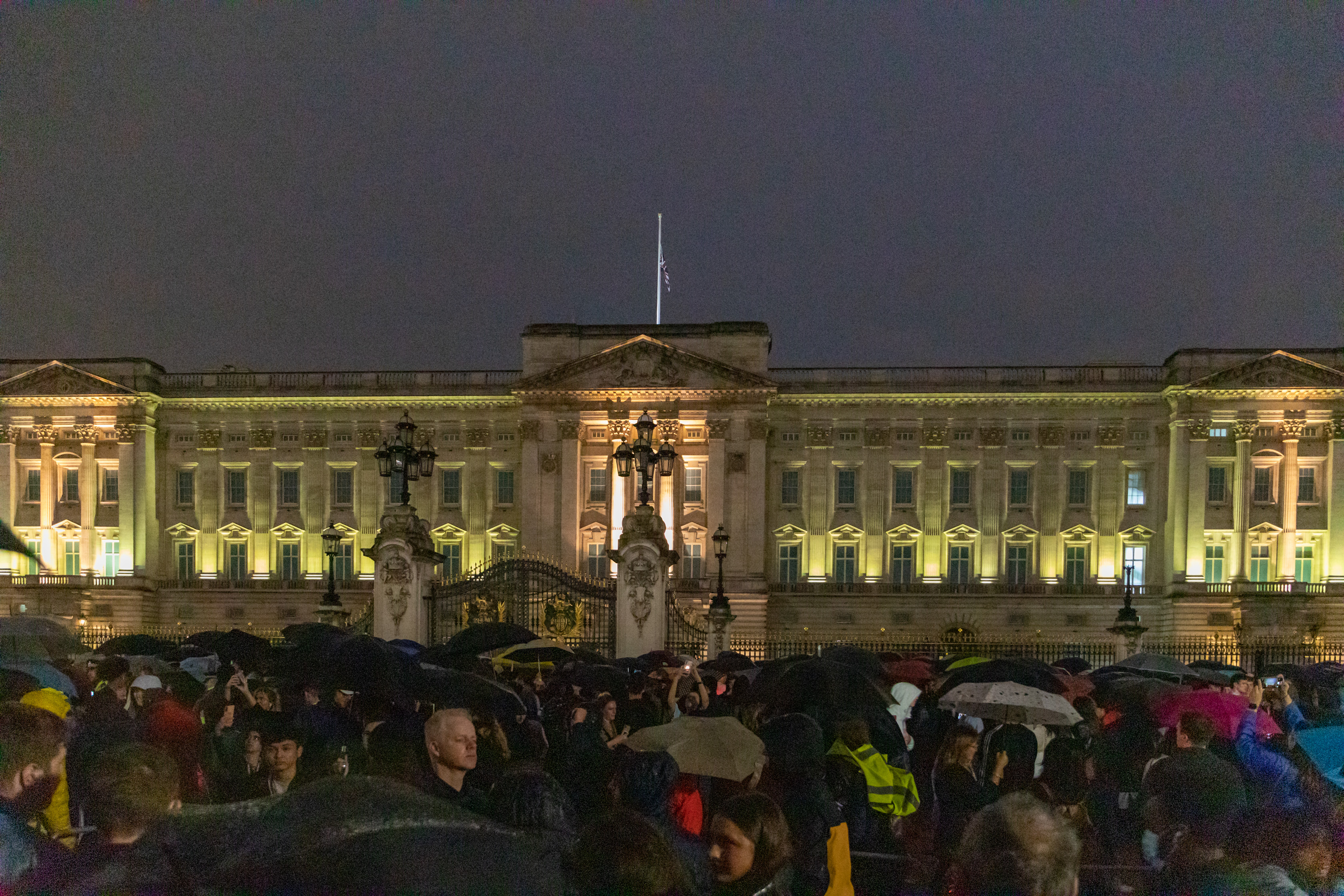
Londoniens réunis le soir même de sa mort devant le palais de Buckingham.

Conformément au protocole mis en place après la mort de Diana, princesse de Galles, le drapeau britannique, l'Union Jack, est mis en berne au palais de Buckingham, tout comme au 10, Downing Street. Le nouveau monarque étant déjà à Balmoral lorsqu'il est devenu roi, l'Étendard royal est resté volant au château immédiatement après la mort de sa mère.
Des centaines de personnes se rassemblent devant les résidences royales, dès l'annonce de la mort de la reine.
Parmi les fleurs déposées par le public à l'extérieur des résidences royales et des parcs royaux figurent plus d'un millier d'ours en peluche ; une référence à l'apparition de la reine avec l'Ours Paddington dans un court métrage présenté à la Platinum Party at the Palace en juin 2022,. Les ours sont collectés par deux cents bénévoles et — après nettoyage professionnel — sont donnés à l'association caritative pour enfants Barnardo's. Patronne royale de l'association caritative depuis 2016, la reine Camilla est photographiée avec les ours assemblés au palais de Buckingham à l'occasion du 65e anniversaire de la publication du livre A Bear Named Paddington (« Un ours nommé Paddington »). Le 24 novembre, Camilla accompagne certains de ces ours en voiture de Clarence House à une crèche caritative à Bow, où elle présente les ours aux enfants en présence de la fille de l'auteur Michael Bond et de Hugh Bonneville et Madeleine Harris (en), acteurs de la franchise cinématographique. De même, alors que les Britanniques commémoraient la reine, les ventes de marmelade ont augmenté de 18 % en septembre, en raison du rôle joué par les sandwichs à la marmelade dans le sketch du jubilé de platine et malgré une forte augmentation du prix des aliments entraînée par l'invasion de l'Ukraine par la Russie en 2022,.

### Réactions de la famille royale
Le roi Charles III, ainé de la reine, a rendu hommage à sa mère dans un discours le lendemain matin :

« À ma Maman chérie, alors que vous entamez votre dernier grand voyage pour rejoindre mon cher feu Papa, je veux simplement dire ceci : Merci.
Merci pour votre amour et votre dévouement envers notre famille et la famille des nations que vous avez servies avec tant de diligence pendant toutes ces années.
Que des nuées d'anges te bercent de leurs chants ! »

Le roi, ainsi que la princesse Anne et le prince Edward, rendent hommage à leur mère dans l'émission spéciale diffusée sur la BBC One A Tribute to Her Majesty The Queen.
Le 10 septembre, le prince William publie une déclaration, rendant hommage à sa grand-mère qu'il a qualifiée de « reine extraordinaire ».
Le 12 septembre, le prince Harry publie une déclaration, décrivant sa grand-mère comme une « boussole » dans le devoir et le service.
Le 13 septembre, la princesse Anne publie une déclaration, remerciant le public pour ses messages et décrivant l'opportunité d'accompagner le cercueil de sa mère de Balmoral à Londres comme « un honneur et un privilège ».
Le 18 septembre, Camilla, reine consort du Royaume-Uni, lui rend hommage à la fois pour la difficulté de sa fonction en tant que reine à ses débuts et d'une manière plus intime pour sa personne : « Cela a dû être si difficile pour elle d'être une femme solitaire. Il n'y avait pas de femmes Premiers ministres ou présidents. Elle était la seule, alors je pense qu'elle s'est taillé son propre rôle ». « Elle avait ces merveilleux yeux bleus qui, lorsqu'elle souriait, illuminaient tout son visage. Je me souviendrai toujours de son sourire. Ce sourire est inoubliable ».

### Réactions nationales

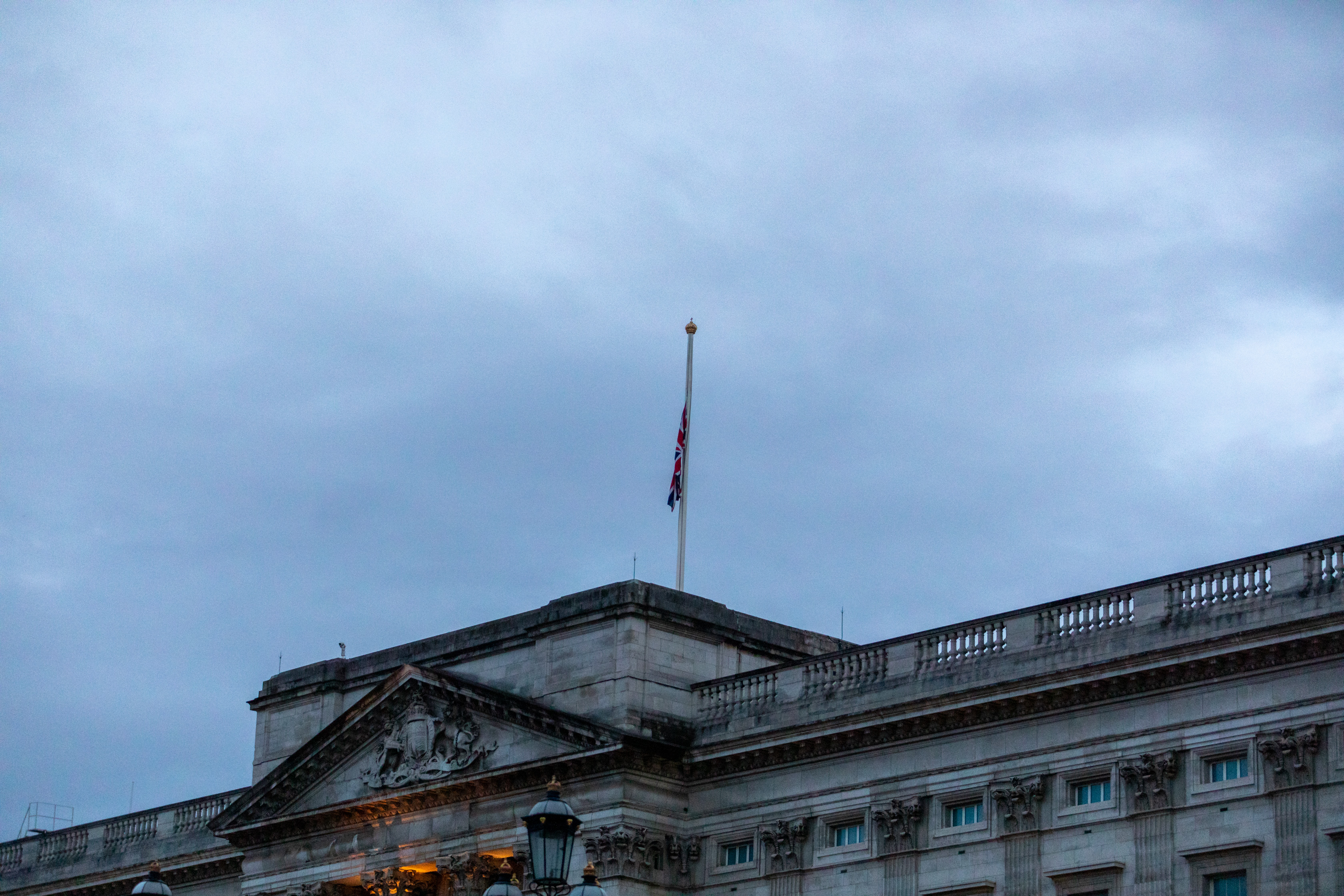
Le drapeau britannique, lUnion Jack, est mis en berne au palais de Buckingham.

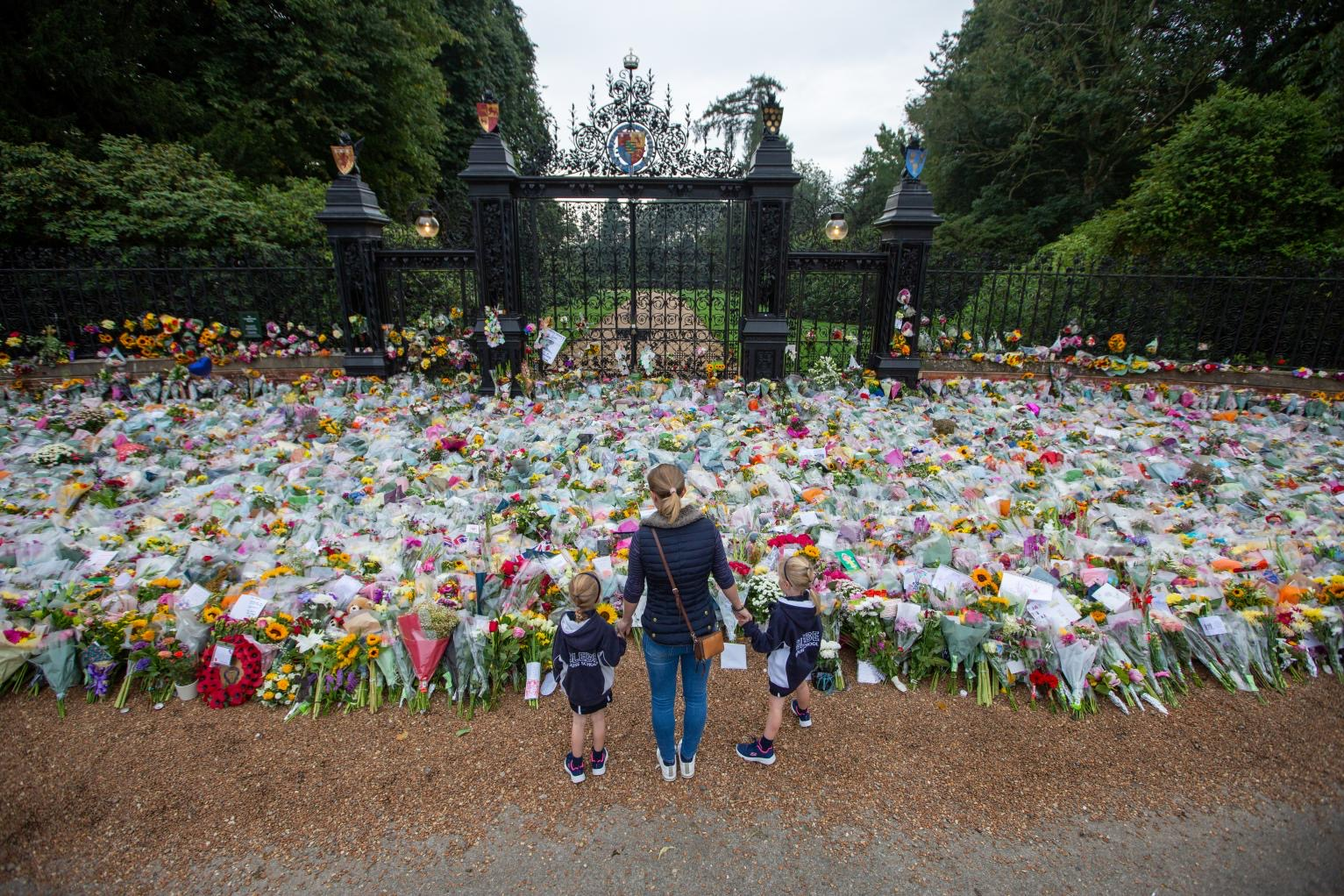
Bouquets de fleurs déposés devant la résidence de la reine ; Sandringham House à Norfolk.

- Royaume-Uni : Liz Truss : la nouvelle Première ministre britannique conservatrice s'adresse à la nation depuis le 10 Downing Street, peu après l'annonce de la mort de la reine Élisabeth II, qui l'avait investie mardi à son poste. « Nous sommes tous dévastés par les nouvelles que nous venons d'entendre de Balmoral, déclare-t-elle. Le décès de Sa Majesté la Reine est un énorme choc pour la nation et le monde entier. La reine Élisabeth II était le rocher sur lequel le Royaume-Uni moderne s'est construit. Notre pays a grandi et prospéré sous son règne. Le Royaume-Uni est le grand pays qu'il est aujourd'hui grâce à elle […] Contre vents et marées, la reine Élisabeth II nous a apporté la stabilité et la force dont nous avions besoin […] Elle était l'esprit même du Royaume-Uni et cet esprit perdurera […] Sa vie de service s'est étendue au-delà de la plupart de nos souvenirs. En retour, elle a été aimée et admirée par les citoyens du Royaume-Uni et du monde entier »[196].
Keir Starmer : le chef de l'opposition travailliste confie qu'« au-dessus des affrontements politiques, elle ne défendait pas ce pour quoi la nation s'était battue, mais ce sur quoi elle s'était mise d'accord. Alors que la Grande-Bretagne changeait rapidement autour d'elle, ce dévouement est devenu un repère de notre monde en mouvement. Alors que notre grande ère élisabéthaine touche à sa fin, nous honorerons la mémoire de feu la reine en gardant vivantes les valeurs du service public qu'elle incarnait. »[197]
- Écosse : Nicola Sturgeon : la Première ministre écossaise estime jeudi que la mort de la reine Élisabeth II est « un moment profondément triste pour le Royaume-Uni, le Commonwealth et le monde ». « Sa vie a été marquée par un dévouement et un service extraordinaires. Au nom du peuple écossais, je présente mes plus sincères condoléances au Roi et à la famille royale », déclare la dirigeante écossaise sur Twitter.
- Pays de Galles : Mark Drakeford : le Premier ministre du pays de Galles se dit « incroyablement triste » de la mort d'Élisabeth II, dont il salue le « dévouement désintéressé ». « Au nom du peuple du pays de Galles, j'offre nos plus sincères condoléances à la famille de Sa Majesté en cette triste période »[198].
- Irlande du Nord : la Première ministre pressentie Michelle O'Neill a déclaré : « Personnellement, je suis reconnaissant de l'importante contribution de la reine Élisabeth et de ses efforts déterminés pour faire avancer la paix et la réconciliation entre nos deux îles. Tout au long du processus de paix, elle a montré l'exemple en établissant des relations avec ceux d'entre nous qui sont irlandais et qui partagent une allégeance et des aspirations politiques différentes d'elle-même et de son gouvernement »[199].

#### Dépendances de la Couronne
- Île de Man : lieutenant-gouverneur de l'île de Man John Lorimer (en) déclare « Je sais que l'île de Man partage avec moi sa profonde tristesse face au décès de Sa Majesté la reine Élisabeth II, Seigneur de Man »[200],[201]. Le ministre en chef de l'île de Man Alfred Cannan (en) a rendu hommage : « Nous sommes tous profondément attristés d'apprendre le décès de Sa Majesté la Reine. Tout au long de son long règne, la Reine — notre Seigneur de Man — a été un phare de force et de stabilité, de fiabilité et de continuité. Elle a mené une vie consacrée au service de son peuple, donnant l'exemple pour nous tous. Au nom du gouvernement et du peuple de l'île de Man, j'adresse mes plus sincères condoléances à la famille royale en ce triste moment »[201]. Le président du Tynwald Laurence Skelly (en) et le président de la Chambre des Clefs Juan Watterson (en) présentent leurs « sincères condoléances » dans une déclaration commune : « Sa Majesté la Reine a rendu un service public dévoué sans relâche à son pays et au Commonwealth, et elle a noué de nombreuses relations authentiques et durables avec les habitants de cette île au cours de sa vie »[202],[201]. L'évêque de Sodor et Man Peter Eagles (en) déclare : « La vie et le règne de Sa Majesté la reine Élisabeth II, seigneur de Mann, ont été caractérisés par le service et la fidélité : service à son peuple, à sa nation et à la vie du monde, et fidélité au caractère sacré de la monarchie chrétienne et à Dieu. Au cours de plus de sept décennies de changements constants et souvent turbulents, elle s'est accrochée à une vision de leadership bienveillant qui a apporté à la fois réconfort et inspiration à d'innombrables personnes. Le règne de Sa Majesté a été une réalisation prodigieuse et, en nous rappelant les qualités et les vertus durables du leadership chrétien, il a été un cadeau pour notre époque moderne. » [203],[201] Les drapeaux sont mis en berne. Les cloches de l'église Saint-Georges à Douglas (en), de la cathédrale de Peel (en) et de la chapelle royale de Saint Jean Baptiste à Saint John's sonnent. Des livres de condoléances sont ouverts à Government House (en) à Onchan et à l'hôtel de ville de Douglas. Des fleurs sont déposées à Tynwald Hill (en) à Saint John's[201]. Le jour des funérailles d'État est déclaré jour férié le 11 septembre[201].
- Guernesey : Le lieutenant-gouverneur de Guernesey Richard Cripwell (en) a tenu à présenter ses condoléances en ces termes : « J'ai servi Sa Majesté la reine Élisabeth II dans l'armée pendant plus de 40 ans et j'ai eu l'honneur et le privilège d'être son représentant personnel au bailliage depuis février 2022. C'était mon devoir le plus triste et le plus solennel de recevoir l'annonce officielle du décès de Sa Majesté et de le transmettre aux autres dans le Bailliage. Même en cette période de grande tristesse, je sais que tout le monde au Bailliage se souviendra toujours du dévouement exceptionnel de Sa Majesté envers son peuple, de son service extraordinaire envers ceux qu'elle représentait et de son amour pour ces îles. »[204] Le jour des funérailles d'État est déclaré jour férié le 11 septembre[205].
- Jersey : Le lieutenant-gouverneur de Jersey par intérim et bailli de Jersey Timothy Le Cocq (en) publie la déclaration officielle suivante : « Je sais que les insulaires seront profondément attristés, tout comme moi, à la nouvelle du palais de Buckingham de la mort de Sa Majesté la Reine. Il est presque impossible d'exagérer son importance dans la vie de la nation et de tous ses dominions durant ses soixante-dix années de règne. Elle a été un exemple de devoir accompli et de promesses tenues, et elle a travaillé sans relâche au cours des décennies pour le bien-être de tous ses sujets et de ceux du Commonwealth. »[206] Le ministre en chef de Jersey Kristina Moore (en) déclare: « Les ministres et les fonctionnaires du gouvernement partagent aujourd'hui la profonde tristesse ressentie par les insulaires à la mort de Sa Majesté la reine Élisabeth II. Sa Majesté a visité l'île à six reprises, d'abord en tant que princesse Élisabeth en 1949 lorsqu'elle a assisté à une séance spéciale de l'Assemblée des États qui s'est tenue sur la Royal Square et, plus récemment, pour les 60e célébrations de la Journée de la Libération de l'île en 2005. Pour le peuple de Jersey, le toast à Sa Majesté était « La Reine, Notre Duc » se souvenant de la relation de mille ans entre la couronne et l'île, à partir du moment où ses ancêtres étaient les ducs de Normandie. Des millions de gens dans le monde ont admiré sa force de caractère, son sens du devoir et son engagement inébranlable envers la famille britannique et le Commonwealth sur lequel son héritage est imprimé. Le règne de Sa Majesté et son dévouement au service public restent une inspiration pour de nombreux insulaires. »[207],[208] Le jour des funérailles d'État est déclaré jour férié le 12 septembre[209].

#### Territoires d'outre-mer
- Gibraltar : Fabian Picardo : le ministre en chef de Gibraltar déclare : « J'ai écrit à Sa Majesté le Roi pour lui faire part des plus profondes condoléances du gouvernement, du peuple de Gibraltar, ainsi qu'à tous les membres de la famille royale en ces tristes instants »[210].
- Bermudes : David Burt, Premier ministre des Bermudes, s'est exprimé : « La reconnaissance de sa longévité et l'importance de ses services confèrent à ce règne conséquent une place unique dans l'histoire. Au-delà du rôle que la reine a rempli pendant ces 70 ans au sein du Royaume-Uni et du Commonwealth, elle était mère, grand-mère et arrière-grand-mère et sa famille pleure maintenant cette perte. Au nom du Gouvernement et du peuple des Bermudes, j'exprime mes sincères condoléances à la famille royale et au peuple du Royaume-Uni »[211].

#### Pays

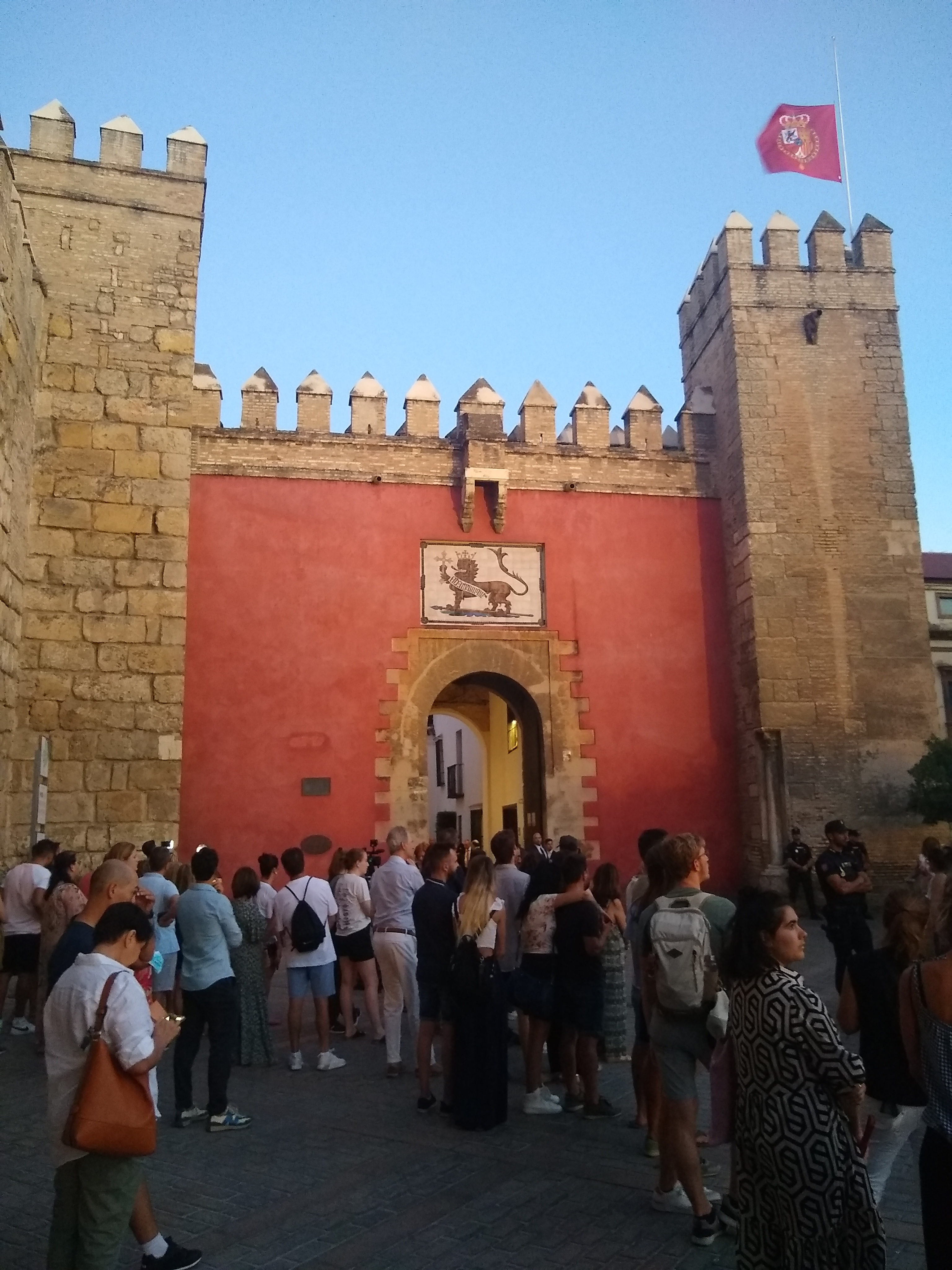
L'étendard royal d'Espagne indiquant la présence du roi est mis en berne à l'Alcazar de Séville le jour de la mort d'Élisabeth.

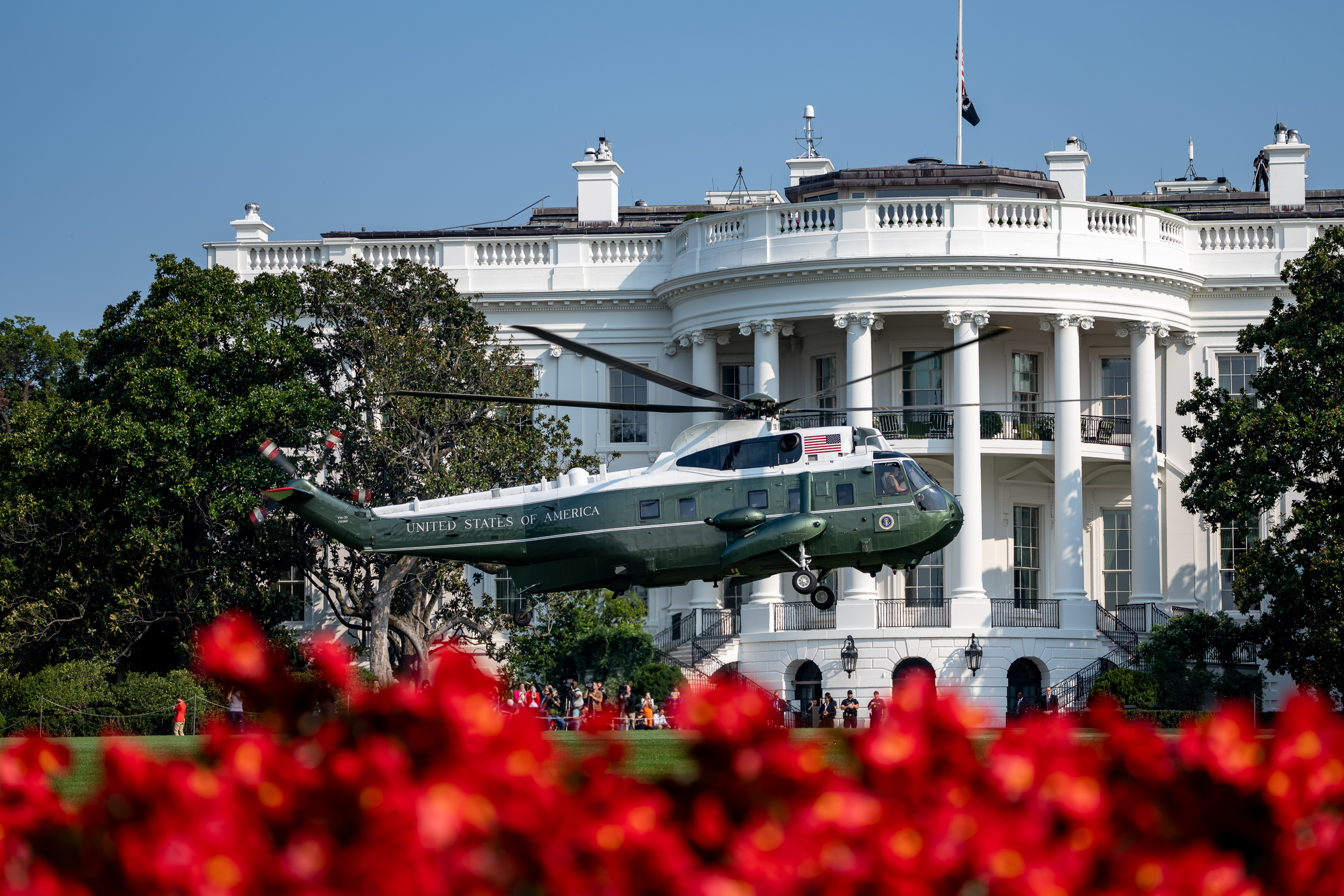
Le président américain Joe Biden quitte la Maison-Blanche à bord de Marine One le 2022-09-17- pour les funérailles d'État en Angleterre.

### Réactions dans les royaumes du Commonwealth
- Antigua-et-Barbuda : Gaston Browne : le Premier ministre d'Antigua-et-Barbuda déclare, « La vie de Sa Majesté personnifiait les qualités les plus simples : la tolérance et la décence. Sa capacité à inspirer et à s'unir a été l'une des nombreuses caractéristiques remarquables de sa vie que nous admirons tous »[212].Opéra de Sydney avec une image de la reine.

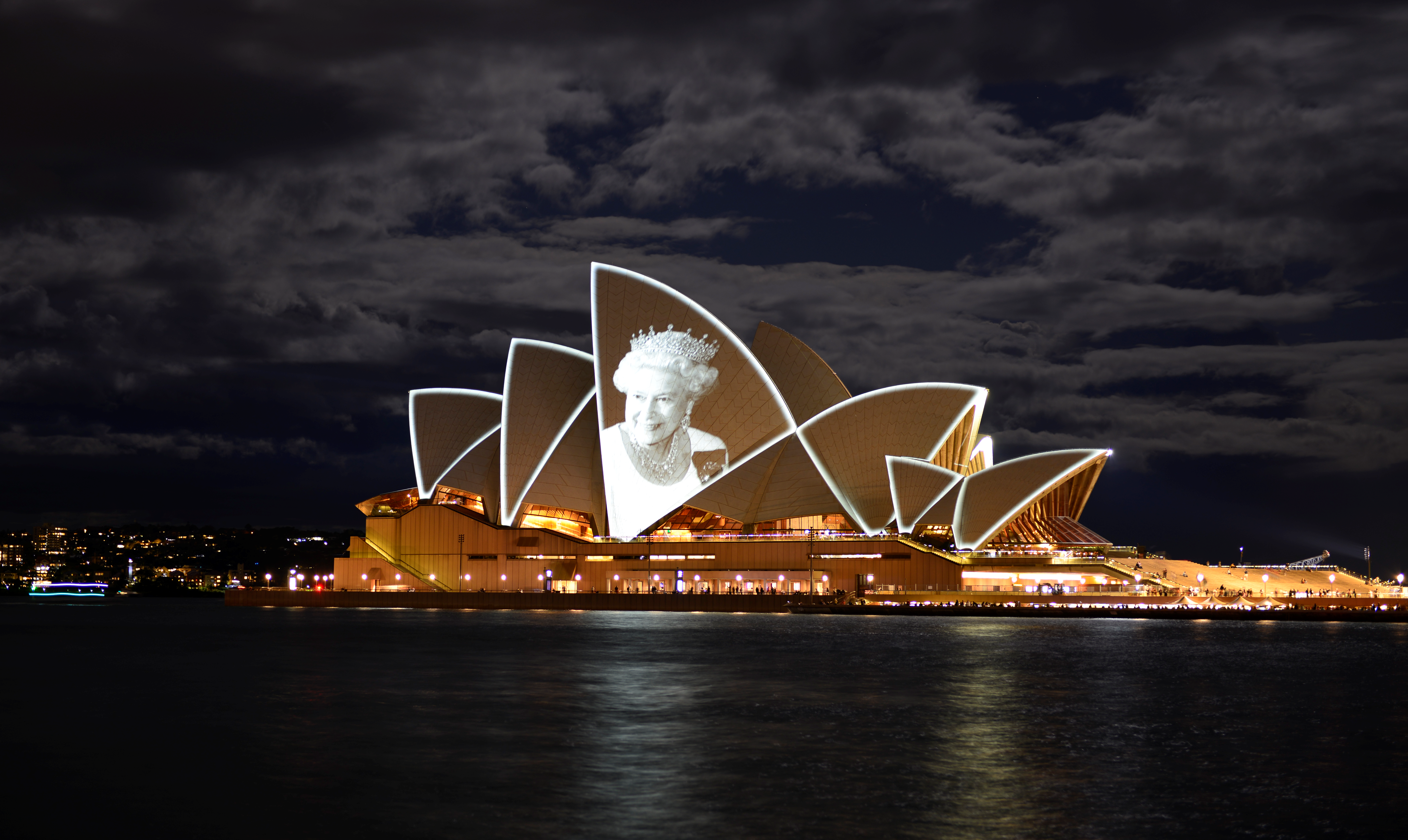
Opéra de Sydney avec une image de la reine.

- Australie : Anthony Albanese : le Premier ministre d'Australie présente au peuple britannique les condoléances du peuple australien, partageant la monarchie comme chef d'État. « La reine Élisabeth II a été un guide sage et encourageant, voulant toujours le meilleur pour notre nation et saluant chaque changement avec compréhension, bonne grâce et une foi inébranlable dans le jugement du peuple australien »[213].
- Bahamas : Philip Davis : le Premier ministre des Bahamas déclare, « C'est avec un profond regret et une profonde tristesse que nous avons appris le décès de Sa Majesté la reine Élisabeth II ». Il s'exprime également « Au nom du gouvernement et du peuple du Commonwealth des Bahamas, nous offrons nos sincères condoléances aux membres de la famille royale »[214]

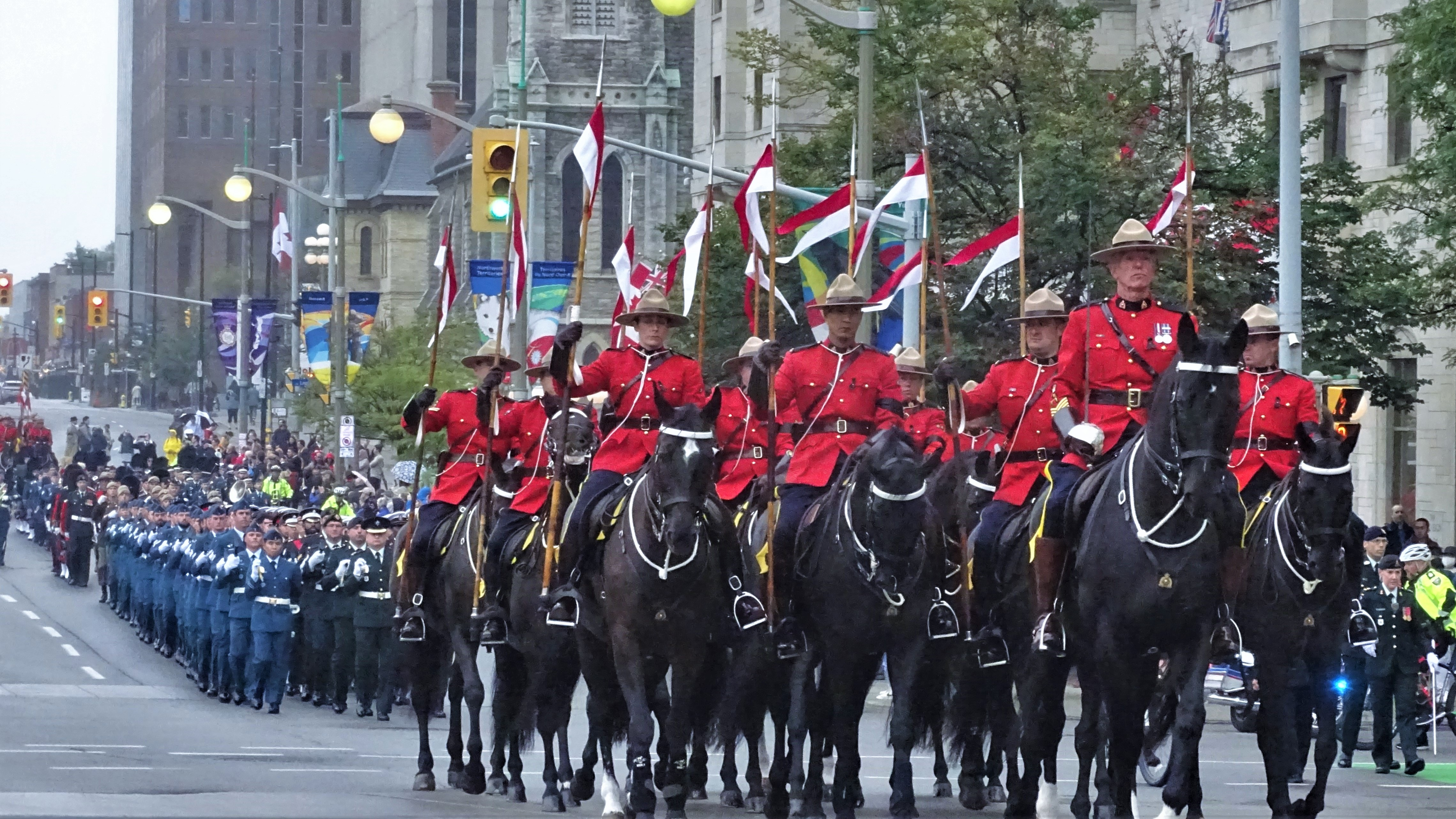
Défilé commémoratif à Ottawa le 2022-09-19-.

- Canada : Justin Trudeau : Élisabeth II a représenté une « partie importante de l'histoire » du Canada, dont elle est chef d'État, écrit sur Twitter le Premier ministre du Canada, ajoutant qu'« elle [lui] manquera énormément »[215].
- Grenade : Dickon Mitchell : le Premier ministre de la Grenade s'exprime, le cœur lourd et au nom du peuple grenadin, « Je suis sincèrement attristé d'apprendre le décès de Sa Majesté la reine Élisabeth II. En tant que chef du Commonwealth, le leadership constant de Sa Majesté a contribué à unir les peuples et les pays du monde entier dans une cause commune, et pour cela, on se souviendra toujours de la reine Élisabeth II. Nous pleurons son décès et continuerons d'honorer son héritage »[216].
- Îles Salomon : Manasseh Sogavare : le Premier ministre des Îles Salomon déclare trois jours de deuil national qui auront lieu du 12 au 14 septembre[217]. Le gouverneur général des Îles Salomon, Sir David Vunagi, représentera le pays aux obsèques de la reine[218].
- Jamaïque : Andrew Holness : le Premier ministre de la Jamaïque, qui exprimait plus tôt dans l'année l'envie de devenir une république comme la Barbade et de tourner la page britannique, déclare sur Twitter que « Nous [le peuple jamaïcain] nous joignons à nos frères et sœurs du Commonwealth pour pleurer son décès, et nous prions pour le réconfort des membres de sa famille et du peuple du Royaume-Uni, qui pleurent la perte de leur bien-aimée reine et matriarche »[219]
- Nouvelle-Zélande : Jacinda Ardern : la Première ministre de Nouvelle-Zélande a été attristée en apprenant le décès de la reine Élisabeth. Elle déclare, « Je sais que je parle au nom des gens à travers la Nouvelle-Zélande en offrant nos plus sincères condoléances aux membres de la famille royale à l'occasion du décès de la reine. Pour nous, elle était une souveraine très admirée et respectée, pour eux, elle était une mère et une grand-mère »[220]
- Papouasie-Nouvelle-Guinée : James Marape : le Premier ministre de Papouasie-Nouvelle-Guinée déclare que « Mama Queen », comme les Papouasiens la surnomment, « était la matriarche de notre pays autant qu'elle l'était pour sa famille et ses royaumes souverains »[221]. Le jour des obsèques de la reine, auxquelles assisteront le Premier ministre ainsi que le gouverneur général de Papouasie-Nouvelle-Guinée Sir Bob Dadae, est déclaré jour de deuil public[222].
- Saint-Vincent-et-les-Grenadines : Ralph Gonsalves : le Premier ministre de Saint-Vincent-et-les-Grenadines décrit Élisabeth II en tant que « chef d'État qui a maintenu la stabilité pour les Britanniques au Royaume-Uni et qui, en tant que chef du Commonwealth, titulaire, a apporté d'importantes contributions à l'avancement de la démocratie, à la décolonisation des anciennes colonies britanniques » et comme une « femme de dignité »[223].
- Sainte-Lucie : Errol Charles : le gouverneur général de Sainte-Lucie par intérim rend un hommage officiel à Élisabeth II en déclarant : « Sa Majesté, en tant que chef du Commonwealth et reine de Sainte-Lucie, nous a servis avec beaucoup de fierté et de dignité et sera sincèrement regrettée. […] Le gouvernement et le peuple de Sainte-Lucie se joignent au reste du monde pour pleurer le décès de Sa Majesté »[224]. Dix jours de deuil national sont décrétés dans le pays[225].

### Réactions dans les autres pays du Commonwealth
- Afrique du Sud : Cyril Ramaphosa : le président d'Afrique du Sud a salué « une figure extraordinaire ». « Sa Majesté était une figure publique extraordinaire et à la renommée mondiale qui a mené une vie remarquable. Sa vie et son héritage resteront gravés dans les mémoires de nombreuses personnes à travers le monde »[210].
- Barbade : Dame Sandra Mason : la présidente de la Barbade, dernier royaume du Commonwealth à avoir proclamé la république sous le règne d'Élisabeth II, le 30 novembre 2021, déclare que « Sa Majesté la reine Élisabeth II occupera toujours une place spéciale dans nos cœurs et nous, à la Barbade, chérirons toujours les souvenirs de ses visites sur l'île », précisant que la proclamation de la république dans le pays n'a jamais entamé les relations entre la Barbade et la monarchie britannique[226].
- Inde : Narendra Modi : le Premier ministre de l'Inde a déclaré être « peiné par la disparition » de celle qui avait accédé au trône en 1952[210].
- Fidji : Frank Bainimarama : le Premier ministre des Fidji indique que « les cœurs des Fidjiens sont lourds ce matin », et ajoute au sujet de la reine que « sa grâce, son courage et sa sagesse nous réconfortaient et étaient pour nous une source d'inspiration, même à l'autre bout du monde »[227]. Reine des Fidji de 1970 à 1987, Élisabeth II avait visité le pays à six reprises[227].
- Kenya : Uhuru Kenyatta : le président de la république du Kenya a quant à lui reçu la « la triste nouvelle » et a déclaré par la suite : « Sa Majesté la reine Élisabeth II était une immense icône du service désintéressé pour l'humanité et une figure de proue essentielle non seulement du Royaume-Uni et du Commonwealth, dont le Kenya est un membre éminent, mais aussi du monde entier »[228].
- Pakistan : Arif Alvi : le président du Pakistan a salué la mémoire d'une « grande et bienfaisante dirigeante »[210].
- Sri Lanka : Ranil Wickremesinghe : le président du Sri Lanka a quant à lui présenté ses condoléances : « ses plus sincères condoléances à la famille royale, au gouvernement et au peuple du Royaume-Uni »[229].

### Réactions internationales

#### Réactions d'organisations supranationales
- ONU : António Guterres : le secrétaire général des Nations unies note lui aussi « la grâce, la dignité et le dévouement » d'Élisabeth II. Il adresse ses sincères condoléances à sa famille endeuillée, au gouvernement, ainsi qu'au peuple du Royaume-Uni, de Grande-Bretagne et d'Irlande du Nord, ainsi qu'à l'ensemble du Commonwealth. « Le monde se souviendra longtemps de son dévouement et de son leadership », a-t-il conclu[230].
- Conseil de l'Europe : Marija Pejčinović Burić, la secrétaire générale du Conseil de l'Europe declare : « Je suis profondément attristée par le décès du plus ancien monarque régnant en Europe, Sa Majesté la reine Élisabeth II. Au nom du Conseil de l'Europe, j'adresse mes sincères condoléances à la famille royale et au peuple du Royaume-Uni, l'un de nos États membres fondateurs. La reine était une inspiration pour nous tous. Nous nous souviendrons d'elle avec affection et avec le plus grand respect. »[231]
- OTAN : Jens Stoltenberg : le secrétaire général de l'OTAN a exprimé sa profonde tristesse[229].
- Union européenne : Charles Michel : le président du Conseil européen a déclaré : « Nos pensées vont à la famille royale et à tous ceux qui pleurent la reine Élisabeth II au Royaume-Uni et dans le monde. Autrefois surnommée Élisabeth l'Inébranlable, elle n'a jamais manqué de nous montrer, par son service et son engagement, l'importance des valeurs durables dans un monde moderne »[210]. Ursula von der Leyen la présidente de la Commission européenne a quant à elle déclarée : « un modèle de continuité à travers l'Histoire, dont le calme et le dévouement ont donné de la force à beaucoup »[229].
- Union africaine : Macky Sall : le président de l'Union africaine a salué la mémoire de l'illustre défunte « au parcours exceptionnel », « Je présente mes condoléances émues au gouvernement et au peuple britanniques. Je salue la mémoire de l'illustre défunte, au parcours exceptionnel. Paix à son âme »[232].

#### Manifestations
En Irlande du Nord, les représentants du Sinn Féin — le plus grand parti de l'Assemblée d'Irlande du Nord — n'assistent pas à la proclamation royale au château de Hillsborough le 11 septembre.
Le 11 septembre, à Oxford, un homme de 45 ans est arrêté puis libéré par la police après avoir crié « Qui l'a élu ? » lors d'une cérémonie de proclamation pour le roi Charles III. En outre, à Édimbourg, une femme de 22 ans a également été arrêtée et inculpée pour avoir tenu un panneau avec un gros mot qui contestait « l'impérialisme et la monarchie ».
Le 12 septembre, à Édimbourg, un homme de 22 ans est arrêté après avoir chahuté le prince Andrew lors de la procession du cercueil de la reine à travers la ville et accusé de violation de la paix.
Des militants des droits de l'homme ont protesté après que la Grande-Bretagne a invité Mohammed Ben Salmane, le prince héritier saoudien, aux funérailles. La campagne contre l'organisation du commerce des armes a accusé l'Arabie saoudite et d'autres nations du Golfe d'avoir instrumentalisé les funérailles de la reine pour « blanchir » leurs dossiers des droits de l'homme.
Le décès d’Élisabeth II est également une occasion pour certains royaumes du Commonwealth de remettre en question la monarchie dans leurs pays et de s’interroger sur l’héritage qu’a laissé l’Empire britannique.

## Commémorations ultérieures
La défunte reine est à nouveau commémorée au « Festival of Remembrance » de la Royal British Legion au Royal Albert Hall le 12 novembre 2022, en tant que chef des forces armées qui a servi le plus longtemps et en tant que première femme royale à rejoindre les forces armées (la princesse Élisabeth s'était enrôlée dans le Auxiliary Territorial Service en février 1945, bien que la Seconde Guerre mondiale se soit terminée avant qu'elle n'entre en service actif). La reine avait également été patronne de la Royal British Legion. Le roi et la reine consort, la princesse Anne et l'amiral Timothy Laurence, le comte et la comtesse de Wessex, le prince et la princesse de Galles, le duc et la duchesse de Gloucester, le duc de Kent et la princesse Alexandra sont présents, de même que le Premier ministre britannique Rishi Sunak et le chef de l'opposition Keir Starmer.
Le 17 novembre, la reine Camilla commémore feu la reine Élisabeth dans son premier discours en tant que reine consort, prononcé lors d'une réception au palais de Buckingham pour les gagnants du « Queen's Commonwealth Essay Competition », un concours de rédaction organisé par la Royal Commonwealth Society (en), dont la reine Élisabeth avait été la patronne depuis 1952. Camilla — notant l'anniversaire de l'avènement d'Élisabeth Ire — compare sa belle-mère à sa prédécesseure, qui avait déclaré « you never had any … that will love you better » (« vous n'en avez jamais eu aucun qui vous aimera davantage »),,.

## Aspect financier
Le deuil national et les funérailles de la reine ont coûté 161,7 millions de livres sterling (186 millions d'euros) aux finances publiques.

### Traductions
1. ↑  (en) « After a full day yesterday, Her Majesty has this afternoon accepted doctors' advice to rest. This means that the Privy Council meeting that had been due to take place this evening will be rearranged. »
2. ↑  (en) « I will tell her to get out of her fucking coffin because she's not dead »
3. ↑  (en) « Go forth upon thy journey from this world, O Christian soul ... »